# Heraldica României
Heraldica României are în preocupările sale transpunerea cât mai fidelă în simboluri heraldice (steme și sigilii) a realităților istorice referitoare la statul român, regiuni, județe orașe și instituții din România, în diferite perioade din evoluția acestora. Elementul central al heraldicii României îl constituie stemele care constituie „ansamblul semnelor distinctive și simbolice care alcătuiesc blazonul unei persoane, instituție sau stat exprimând atributele sale.”:p. 11:p. 130
Heraldica României a reflectat din totdeauna, în forme variante și în mod oficial, starea de fapt din acel moment a teritoriului românesc, una din caracteristicile specifice fiind aceea că stemele oficiale au păstrat de-a lungul istoriei aproape întotdeauna aceleași simboluri heraldice.

## Elaborarea însemnelor heraldice
Elaborarea stemelor se face potrivit normelor stricte ale științei și artei heraldice. De asemenea, se ține cont și de tradițiile locale. Aceste reguli sunt stipulate în metodologia stabilită de Comisia de Heraldică, Genealogie și Sigilografie a Academiei Române.:Art. 1(1)
Regulile heraldice în ceea ce privește însemnele românești sunt riguroase. Scutul are formă și dimensiuni standard. Figurile stemei trebuie să fie clare și bine conturate, inteligibile și la dimensiuni mici și nu în ultimul rând trebuie să ocupe cât mai mult din suprafața scutului, într-un mod judicios. Nu este permisă trecerea numelui orașului sau județului pe scut ori în afara acestuia. Pe scut nu se poate afla stema țării; de asemenea nu sunt permise reprezentări numai ale elementelor generale (vechile steme ale principatelor române, crucea, biserica, lupoaica capitolină, steagul țării etc.). Stemele localităților trebuie timbrate cu o coroană murală corespunzătoare.
Crearea stemelor se face în urma unui concurs public, la final alegându-se trei variante ce se supun atenției cetățenilor.:Art. 1(4) În urma acestei etape, trebuie întocmite o serie de documente:
- Acte necesare Comisiei heraldice:[3]:Art. 5-6 un proces-verbal al consiliului local/județean în care este specificată acceptarea celor trei variante finale; un memoriu în care se regăsesc explicații cu privire la cele trei compoziții precum și semnificația elementelor folosite; variantele color ale celor trei steme; dovada organizării concursului și a expunerii publice; adresa comisiei județene care a supervizat acest proiect.
- Acte necesare Guvernului:[3]:Art. 7 o notă de fundamentare; proiectul hotărârii de guvern; planșa color a stemei avizate de către Comisia heraldică; conturul alb-negru al ei; transpunerea cromatică în hașuri; avizul Comisiei heraldice; o adresă către Administrația Domeniului Public vizată de către prefect și președintele consiliului județean.

Metodologia de elaborare a proiectelor de stemă a fost stabilită de către Comisia heraldică și distribuită prefecturilor de județ.

## Scurt istoric
Primele mențiuni referitoare la aspecte de ordin heraldic se întâlnesc în lucrările cronicarilor moldoveni din secolul al XVII-lea și al XVIII-lea: Grigore Ureche, Miron Costin (Cronica țărilor Moldovei și Munteniei), Nicolae Costin, precum și în operele scrise de domnitorul Dimitrie Cantemir. În aceste lucrări sunt întâlnite o serie de legende referitoare la simbolurile heraldice ale capului de bour, corbului, precum și pretinsele armerii ale Daciei (doi lei afrontați).:pp 17-18.
În secolele următoare, heraldica cunoaște o dezvoltare semnificativă, toate marile familii boierești, autohtone și străine, adoptând simboluri heraldice proprii (blazoane și steme de familie). Cel mai vechi sigiliu domnesc este cel din 1782 al lui Nicolae Caragea, domn al Țării Românești (1782-1783), pe care erau reprezentate în afara stemei principatului și stemele celor 17 județe:p. 19.
În Moldova, cea mai veche pecete cunoscută, care include și stemele ținuturilor, este cea a Divanului Cnejiei Moldovei, din perioada 1806-1812, iar primul sigiliu domnesc moldovenesc de acest tip este cel a lui Scarlat Callimachi, alcătuit în urma poruncii date Divanului Țării în 1815, și care a fost executat de Gheorghe Asachi.:p. 19.
Heraldica românească se va constitui ca știință, în sensul modern al termenului abia în secolul al XIX-lea, remarcându-se o serie de heraldiști ca: Gheorghe Asachi, Gheorghe Șeulescu, Mihail Kogălniceanu, Cezar Bolliac, precum și reputați istorici ca Bogdan Petriceicu Hașdeu, V. A. Urechia sau Dimitrie A. Sturdza.
La cumpăna dintre secolul al XIX-lea și al XX-lea își desfășoară activitatea heraldiștii: Octav George Lecca (1881-1957), Ștefan Dimitrie Grecianu (1825-1908) și Petre Vasiliu-Năsturel.:pp 21-22
După Marea Unire, heraldica a beneficiat de un nou impuls prin înființarea în 1921 a Comisiei Consultative de Heraldică, formată din 7 membri aleși pe 5 ani și ale căror atribuții erau atât de a stabili stemele județelor, orașelor și diferitelor autorități și instituții laice sau religioase ale țării, cât și de a controla folosirea lor. În secolul XX, importante contribuții au fost aduse de Constantin Moisil (1876-1958), Nicolae Grămadă (1892-1961), Marcel Romanescu (1897-1965), Aurelian Sacerdoțeanu (1904-1976), Emil Vârtosu (1902-1977), Mihai Berza (1907-1978), Dan Cernovodeanu (n. 1921), Marcel Sturdza-Săucești (1895-1984), Jean N. Mănescu (n. 1927), Maria Dogaru (n. 1934) și alții.:pp 30-36
Cel mai vechi simbol heraldic păstrat în arhivele românești este o amprentă sigiliară de pe un document din 20 ianuarie 1368 emis de Vladislav I (Vlaicu Vodă). Deși aflată într-o stare precară de conservare, amprenta sigiliară atârnată, poate fi reconstituită pe baza similarităților cu sigiliul lui Mircea cel Batrân de pe tratatul de alianță cu regele Vladislav al Poloniei, din 1390.:p. 47
Pornind de la elementele prezente în aceste sigilii, heraldistica română consideră că acel anonim „Rex Valachorum” prezent în Armorialul Wijnbergen care conține blazoane din perioada 1265 - 1288, este un inaintaș al Basarabilor, al căror armorial familial este identic. Stema sa personală - scut cu primul câmp fasciat în roșu și aur -  precum și stema formațiunii statale pe care o conțin aceleași elemente heraldice majore (vultur cu capul conturnat, cruce, stea) ca și cea documentată în secolul al XIV-lea pentru domnitorii Țării Românești.
Semnificația acestora în limbaj heraldic (în special culorile roșu și auriu) arată aspirația conducătorilor de a stăpâni un stat independent.
Treptat, o dată cu constituirea primelor țări românești ori cu apariția a noi diviziuni în cadrul acestora (prin modificări teritoriale ori reforme administrative), s-au cristalizat steme specifice care au rămas, în principiu, stabile de-a lungul vremii.

Stemele țărilor istorice românești
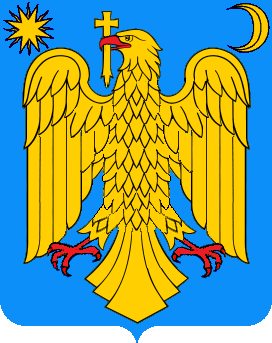
Țara Românească
Moldova
Transilvania
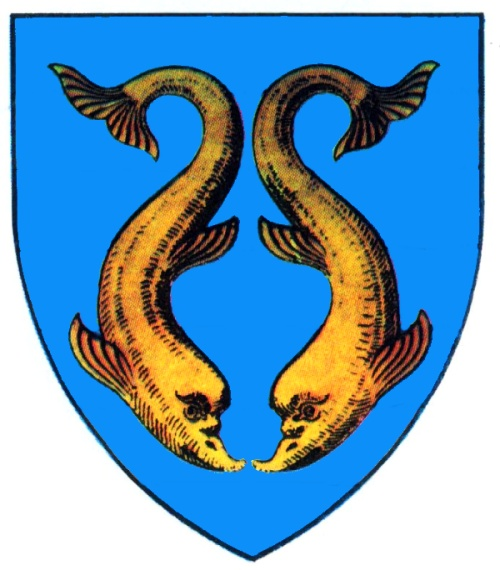
Dobrogea

Totodată, pe lângă stemele provinciilor mari: Țara Românească, Moldova, Transilvania și Dobrogea au fost utilizate și steme ale provinciilor istorice mai mici: Oltenia, Basarabia, Bucovina, Banatul, Maramureșul sau Crișana.

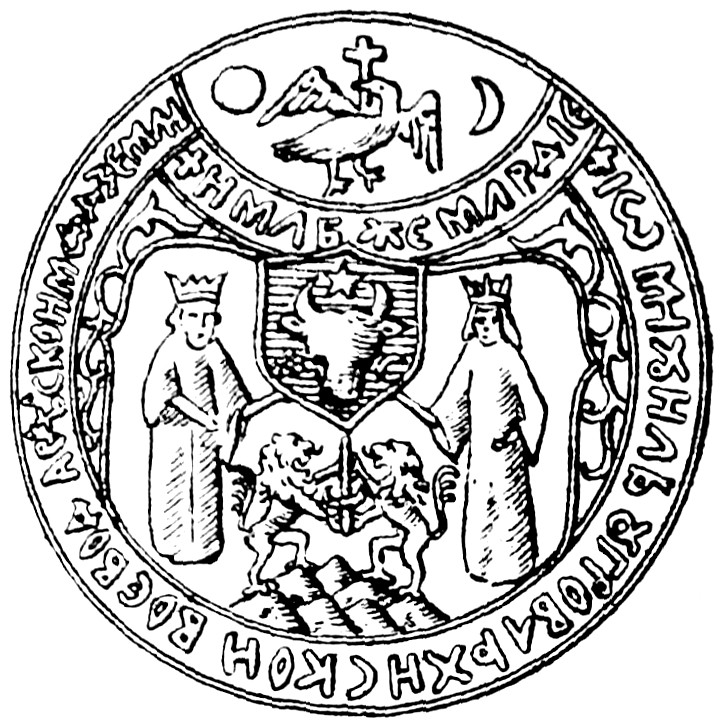
Stema unită a lui Mihai Viteazul

Primele steme unite ale celor trei principate (Transilvaniei, Țării Românești și Moldovei) datează de la sfârșitul secolului al XVI-lea. În urma tratatului din 1595, semnat la Alba-Iulia, Sigismund Bathory devenea, de jure, principe al Transilvaniei, Țării Românești și Moldovei. Această stare de fapt s-a reflectat și în stema sa, pe care a adoptat-o ulterior. După unirea de facto a celor trei țări sub sceptrul lui Mihai Viteazul, sigiliile aplicate actelor domnești au fost schimbate. Acestea conțineau atât stemele voievodatelor respective, cât și pe cea a Daciei (doi lei afrontați, care sprijină o sabie).:p. 134
Ulterior, variante unite ale stemelor Moldovei și Țării Românești s-au regăsit în sigiliile multora dintre domnitorii secolului al XVII-lea: Radu Mihnea, Vasile Lupu, Grigore I Ghica, Gheorghe Duca. Acest lucru semnala fie o situație reală (domnii în ambele țări) fie o aspirație de viitor. Un loc aparte îl ocupă stemele sau sigiliile care conțin scena săgetării corbului, ori corbul cu inelul în cioc.:p. 17 Acestea erau menite să sugereze înrudirea dinastică a domnitorilor din Țara Românească ori Moldova cu familia Corvineștilor.:pp 79-80 În timpul domniilor fanariote obiceiul stemelor unite a fost perpetuat și sporit, unele dintre ele incluzând și scena săgetării corbului. Astfel, pe portretele ori sigiliile unor domnitori precum Constantin Mavrocordat, Grigore al II-lea Ghica ori Mihail Racoviță erau reprezentate toate cele trei steme. În secolul al XIX-lea aceste simboluri au început să semnifice, cu precădere, lupta pentru unire.:pp 94-97

## Stema de stat

### Principatele Unite
În 1859, în urma dublei alegeri a lui Alexandru Ioan Cuza ca domnitor al Moldovei și Țării Românești, pe lista de lucru a Comisiei Centrale de la Focșani s-a aflat și elaborarea unei steme unite a celor două principate.
După crearea noului stat intitulat Principatele Unite (apoi Principatele Unite Române și în sfârșit România,:p. 17 cât și pe toată durata domniei lui Alexandru Ioan Cuza, reprezentările heraldice ale stemei oficiale a țării vor fi foarte variate ca înfățișare, în pofida încercărilor autorităților centrale de a reglementa această situație. Aceste reprezentări pot fi grupate  conform elementelor lor constitutive, în patru categorii distincte: 
- simbolurile celor două principate române neincluse într-un scut, fiind plasate liber în câmpul sigilar, monetar, vexilar etc.
- stema cu ecusoanele acolate ale celor două țări reunite, figurată în diferite variante de aspect, atât în privința formei simbolurilor heraldice ale Moldovei și Țării Românești, cât și sub raportul amplasării lor și alcătuirii smalțurilor câmpurilor ambelor ecusoane
- stema cu scut unic, în două variante:
  - simbolurile Principatelor Române cuprinse în același câmp al scutului
  - scutul despicat, purtând în fiecare dintre câmpurile sale câte unul din simbolurile celor două principate
- stema cu scut scartelat si cu ecuson central, cuprinzând în cele patru cartiere ale sale simbolurile țărilor române dublu figurate, peste care broșează un ecuson tripărtit[necesită citare] în fascie, în smalțurile drapelului național[14]

Prima variantă de stemă a fost propusă în iulie 1860, și avea următoarea descriere: o acvilă cruciată, încoronată cu o coroană închisă, care are pe piept un scut mai mic ce cuprinde capul de bour cu o stea între coarne. Acvila ține în gheara dreaptă spada, iar în cea stângă sceptrul — însemnele puterii și suveranității. Această reprezentare nu a devenit totuși stemă de stat dar a fost bătută pe prima decorație instituită de către Cuza, PRO VIRTUTE MILITARI, care ar fi urmat să fie acordată eroilor pompieri care au luptat pe Dealul Spirii, în 1848.

Stema Principatelor Unite din 1859, așa cum apare pe decorație

Mihail Kogălniceanu a fost principalul opozant al ideii de a adopta o stemă și a bate medalie, deoarece considera că adoptarea unor astfel de însemne heraldice ar fi provocat nemulțumirea Marilor Puteri garante, întrucât unirea principatelor nu fusese acceptată decât pe durata domniei lui Alexandru Ioan Cuza.:Protocolul LXIV, p.11 Medaliile aveau să fie totuși acordate în 1866, după abdicarea forțată a lui Cuza.

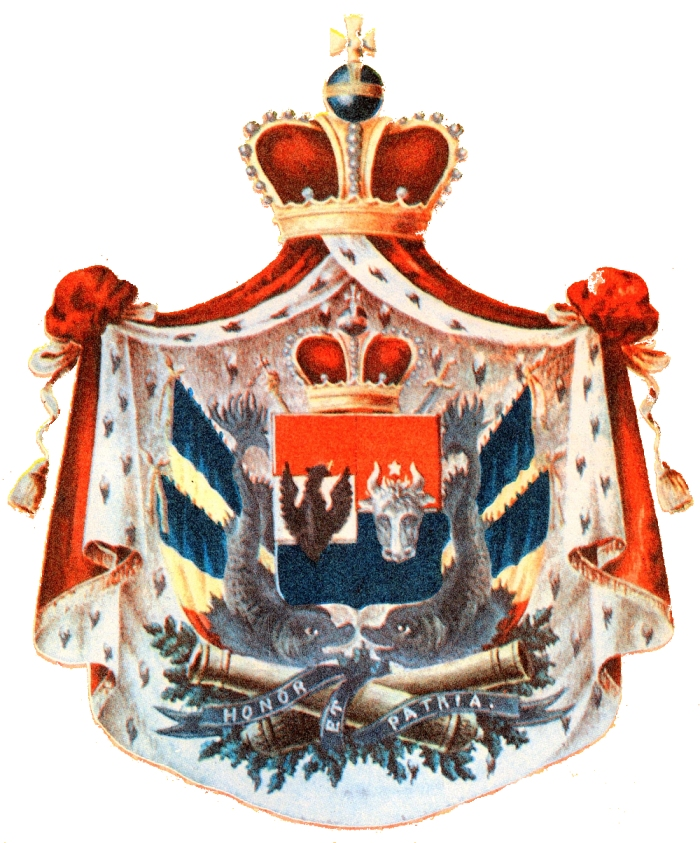
Propunerea din 1860

În 1860, primul ministru Ion Ghica oferă spre dezbatere Consiliului de Miniștri, un nou proiect de stemă, pictat de către Carol Popp de Szathmary și care, afirma el, era „conform cu starea politică în care au intrat țările noastre de la realizarea principiului unirii și cu datele istorice de la colonizarea romanilor în Dacia”.
Stema cuprindea un scut despicat, având prima jumătate tripartită, în brâuri de roșu, aur și azur, și încărcată cu o acvilă cruciată în zbor deschis. Cea de-a doua jumătate, tăiată roșu și azur, era încărcată cu un cap de bour având soarele între coarne. Acest scut era timbrat de o coroană închisă și avea drept tenanți doi delfini afrontați, însoțiți de câte două drapele tricolore plasate pe verticală. Capetele delfinilor se sprijineau pe două țevi de tun, încrucișate la baza scutului și plasate pe ramuri înfrunzite de stejar. O panglică albastră, pe care scria cu aur „HONOR ET PATRIA”, înfășura cele două țevi de tun. Toate aceste elemente erau plasate sub un pavilion de purpură, căptușit cu hermină și prins într-o coroană închisă. O variantă similară îi avea drept tenanți: în stânga pe un personaj feminin, având în mână o sabie curbată specific dacică, iar în dreapta pe un leu ridicat în două labe. Aceste elemente erau menite să simbolizeze Dacia, regăsindu-se încă din secolul al III-lea pe o monedă daco-romană. Nici această reprezentare nu a fost acceptată, probabil din aceleași motive ca și în 1859.

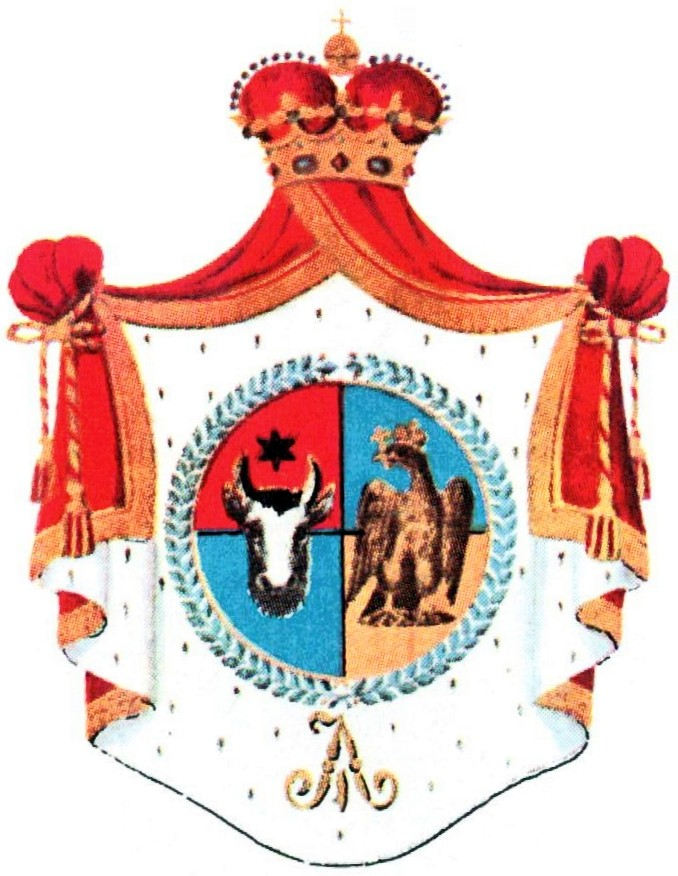
O propunere din 1862, ce conținea și cifrul domnului

Situația devenise delicată, întrucât structurile administrative județene și orășenești redactau documente având diferite reprezentări ale stemei unite. Pentru a reglementa acest lucru, în special în domeniul militar unde se cereau noi uniforme și accesorii ca urmare a unificării Armatei, Alexandru Ioan Cuza a emis la 9 februarie 1861 un Înalt ordin de zi prin care stabilea ca simbolul Principatelor Unite să fie două scuturi acolate, cu capul de bour în dreapta și acvila cruciată în stânga (neîncoronată), ambele timbrate de o coroană.
Acest fapt nu a simplificat lucrurile, fiecare instituție folosind în continuare o altă reprezentare a stemei. La 17 martie 1862 Consiliul de Miniștri condus de Barbu Catargiu adoptă o hotărâre referitoare la confecționarea de noi sigilii pentru autoritățile statului, din rațiuni practice, „considerând că cele vechi nu mai puteau fi menținute așteptarea fixării armelor Principatelor Unite”. Astfel Consiliul decide ca „sigiliul tuturor autorităților administrative și judecătorești de dincoace și dincolo de Milcov să se modifice, purtând unite într-un singur scut, sub coroana domnească, acvila română, cu crucea în gură și capul de zimbru, cu o stea între coarne.”
Acest simbol avea să fie din nou modificat la 12 martie 1863, când Consiliul de Miniștri adoptă o hotărâre care arată că „o acvilă romană cu crucea în gură să fie pusă ca emblemă a României deasupra drapelului armatei, iar Zimbrul și Vulturul întruniți,constituind armele României, să formeze sigiliul și timbrul Statului”.
Pentru ducerea la îndeplinire a acestei hotărâri, Ministrul de Război, generalul Florescu înaintează domnitorului raportul nr. 2433 din 18 martie 1863,:pp 290-291 care în urma aprobării de către domnitorul Alexandru Ioan Cuza, va determina apariția Înaltului Ordin de Zi nr. 274 din 19 martie 1863, prin care hotărârile guvemului cu privire la stema și drapelul țării vor fi puse în practică.:pp 290-291.
Un alt proiect din același an, pictat tot de către Carol Popp de Szathmary, avea ca element central un scut circular, sfertuit, roșu în cartierul unu, albastru în cartierele doi și trei, și aur în carterul patru. Peste cartierele unu și trei era suprapus capul de bour/zimbru cu o stea între coarne, iar peste cartierele doi și patru se afla acvila cruciată, încoronată. Scutul era bordat cu două ramuri de laur, iar sub el se afla cifrul domnului Alexandru Ioan I. Toate aceste elemente erau plasate sub un pavilion de purpură căptușit cu hermină, ce se prindea sub o coroană închisă. Și această stemă a rămas doar la stadiul de proiect. (vezi imaginea alăturată)

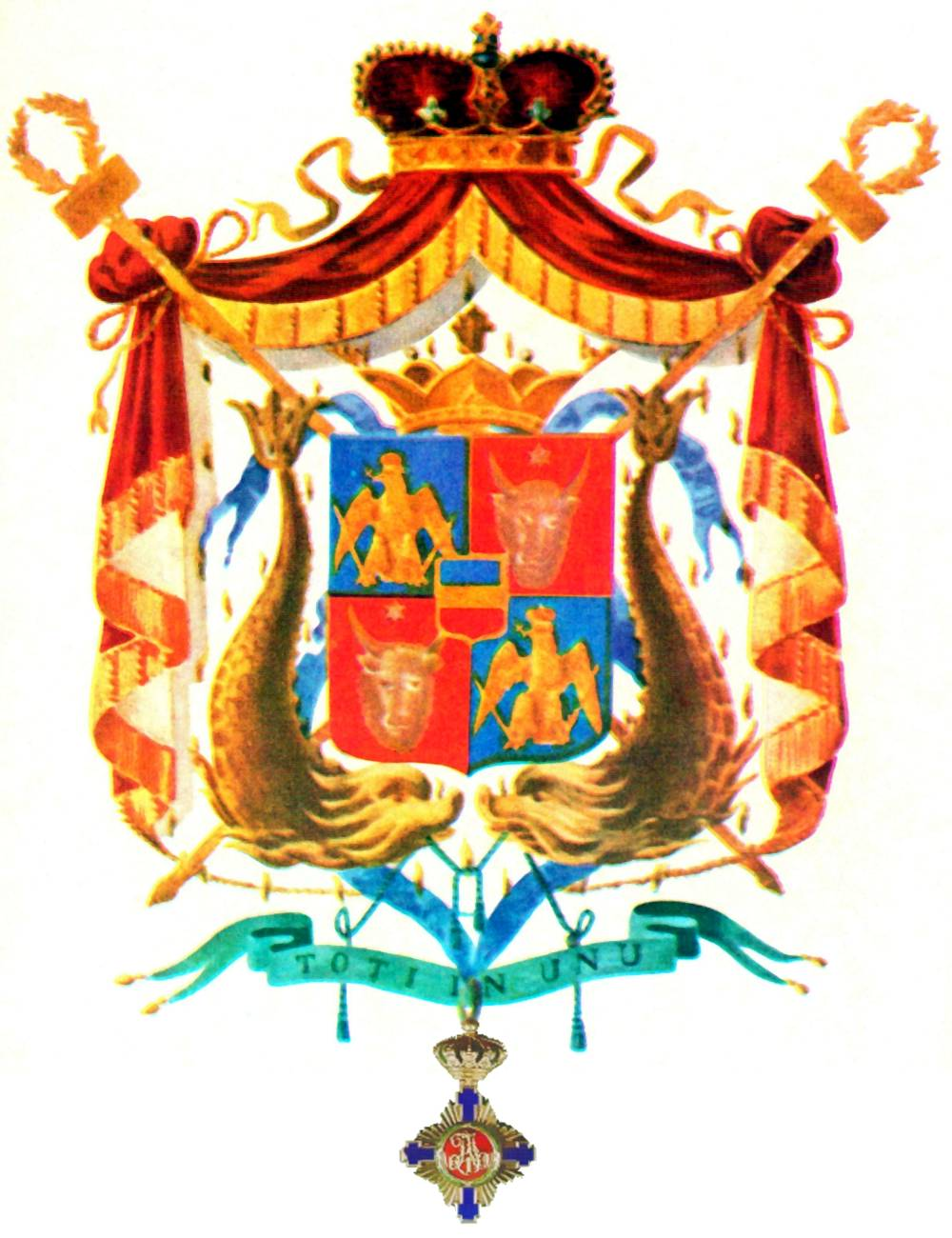
Propunerea din octombrie 1863

Desele schimbări în înfățișarea stemei precum și lipsa culorilor din reprezentările stabilite oficial au dus la ineficiența încercărilor de uniformizare. Drept urmare, Alexandru Ioan Cuza a luat inițiativa de a elabora o nouă stemă, cu caracter definitiv. De data aceasta au fost consultați și specialiști francezi. Drept urmare, în octombrie 1863 a fost alcătuit un nou proiect de stemă, primul care respecta întru totul cerințele științei heraldicii.:p. 148
Noua stemă cuprinde un scut sfertuit, având în cartierele unu și patru, pe fond albastru, acvila cruciată, încoronată și purtând în gheare semnele puterii (sceptrul în stânga și sabia în dreapta), iar în cartierele doi și trei, pe fond roșu, capul de bour cu stea între coarne. Peste cartiere un scut mic, tripartit în brâuri roșu, aur și albastru (stema familiei Cuza). Scutul mare este timbrat de o coroană închisă și e sprijinit de doi delfini afrontați. În spatele său se află două insigne legionare romane încrucișate. Sub scut se regăsește o panglică albastră desfășurată, pe care e trecută deviza „TOȚI ÎN UNU”. Toate aceste elemente sunt plasate sub un pavilion de purpură, cu ciucuri și franjuri, căptușit cu hermină și prins într-o coroană închisă. Nici această stemă nu a putut fi adoptată în mod oficial.:p. 150

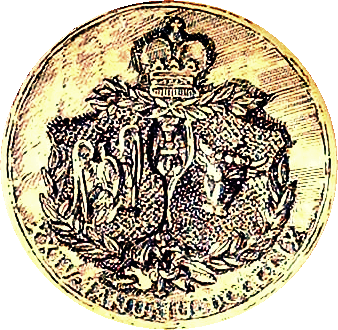
Medalie din 1859
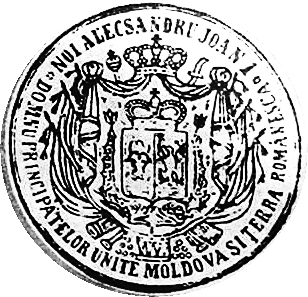
Sigiliu din 1862 (1863?)
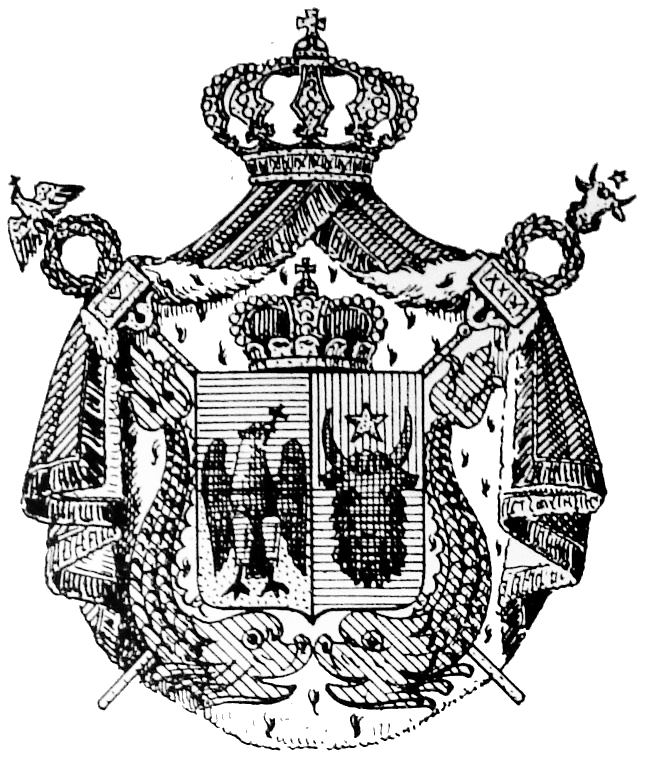
O altă variantă a stemei României datând din 1863

### România în timpul dinastiei de Hohenzollern
După înlăturarea lui Alexandru Ioan Cuza la 11 februarie 1866, locotenența domnească instituită a conferit decorațiile PRO VIRTUTE MILITARI bătute în 1860 celor îndreptățiți.

Stema României
(1867 - 1872)

Tot în 1866, noul principe Carol I promulgă o nouă Constituție, prin care numele țării devenea, oficial, „România”. La 30 martie 1867 Camera Deputaților adoptă proiectul de lege pentru fixarea și stabilirea armelor României, raportor fiind Mihail Kogălniceanu. Legea avea să fie votată și de Senat la 12/24 aprilie 1867, fiind promulgată de principele Carol în cursul aceleiași luni.:pp 185-204
Noua stemă cuprindea un scut sfertuit, având reprezentată în cartierele unu și patru, pe fond azur și auriu, acvila cruciată, încoronată și având în partea superioară-stângă a cantonului un soare de aur. În cartierele doi și trei, pe fundal azur și roșu, se regăsea capul de bour cu o stea în cinci colțuri între coarne, însoțită de o semilună la crai nou. Peste cele patru cartiere este suprapus un ecuson cu însemnele familiei Hohenzollern: scut sfertuit având câmp alb în cartierele unu și patru și negru în doi și trei. Scutul este timbrat de o coroană închisă, fiind susținut — la dreapta — de către un leopard lionat, iar la stânga de către un personaj feminin având în mâna dreaptă o sica dacică. În partea inferioară se regăsește o panglică albastră cu deviza familiei domnitoare scrisă în aur: „NIHIL SINE DEO”. Toate aceste elemente sunt plasate sub un pavilion de purpură căptușit cu hermină, cu ciucuri și franjuri de aur, prins într-o coroană închisă.(vezi imaginea alăturată)

Stema Principatelor Unite (1872-1881)
Stema Regatului României (1881-1922)

Ultima schimbare oficială a stemei petrecută în secolul al XIX datează din 1872. Atunci, prin legea publicată la 11 martie noua compoziție heraldică, proiect al lui Ștefan D. Grecianu, arăta astfel: scut sfertuit, având în cartierele unu și patru câmp albastru, iar în doi și trei roșu. În cartierul unu este reprezentată acvila de aur, cruciată și încoronată cu același metal, având în gheara stângă sceptrul, iar în cea  dreaptă spada. În partea superioară a cantonului, în dreapta se află un soare de aur. În cartierul doi a fost reprezentat un cap de bour având o stea în șase colțuri între coarne și o semilună la crai nou în partea superioară stângă, ambele de aur. În cartierul trei a fost introdusă stema Olteniei: un leu încoronat, de aur, ieșind dintr-o coroană și ținând între labe o stea în șase colțuri, de asemenea de aur. Cartierul patru a fost rezervat ținutului Mării: doi delfini afrontați de aur. După 1878 aceștia vor desemna Dobrogea. Peste cele patru cartiere se află emblema scartelată a familiei domnitoare. Scutul e timbrat de o coroană închisă și este susținut de către doi lei ce au coada trecută printre picioare – simbol al Daciei. În partea inferioară se regăsește o panglică albastră cu deviza familiei domnitoare scrisă în aur: „NIHIL SINE DEO”. Toate aceste elemente sunt plasate sub un pavilion de purpură căptușit cu hermină, cu ciucuri și franjuri de aur, prins într-o coroană închisă.:p. 105 Această stemă va rămâne în vigoare, legal, până în 1921.

### Regatul României și România Mare

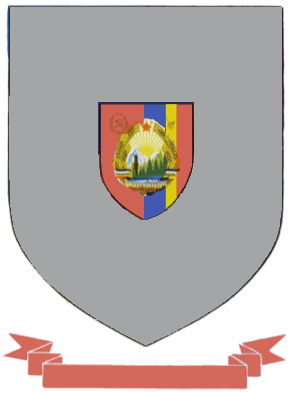
Prototipul stemelor județene comuniste

Prin uz, însă, după proclamarea Regatului în 1881, coroana superioară este înlocuită cu cea de oțel a României, leii sunt reprezentați cu coada în sus, iar sub panglica devizei apare ordinul „Steaua României” (vezi galeria de mai jos).

Stema României Mari

În urma desăvârșirii Marii Uniri, la sfârșitul Primului Război Mondial, prin ratificarea și recunoașterea internațională a actelor de unire ale Basarabiei, Bucovinei și Transilvaniei, a apărut necesitatea ca această nouă realitate politică să fie reflectată și în stema de stat. În 1921 o comisie heraldică special instituită a adoptat și propus spre adoptare forurilor legiuitoare, o nouă reprezentare a stemei de stat, pe baza modelelor propuse de heraldiștii József Sebestyén și Paul Gore.:pp 83-84
Legea din 23 iunie 1921 precizează că stema României este alcătuită dintr-un scut albastru, încărcat cu o acvilă cruciată de aur, încoronată, având ciocul și ghearele roșii, precum și un sceptru în gheara stângă și o sabie în cea dreaptă.:Art. I.I Pe pieptul acvilei figurează un alt scut scartelat cu insițiune. În cartierul unu, pe fond albastru se regăsește stema Țării Românești: o acvilă cruciată, având soarele și semiluna de-o parte și de alta, toate de aur. În cartierul doi a fost reprezentată stema Moldovei, cu Basarabia și Bucovina, pe fundal roșu: un cap negru de bour, având o stea între coarne și fiind flancat de un trandafir heraldic și o semilună, toate trei de aur. În cartierul trei, pe fundal roșu, este reprezentată stema Banatului cu vechiul Banat românesc al Severinului – fixate acum – (un leu ieșind pe podul de aur peste valuri naturale). Cartierul patru a fost rezervat Transilvaniei, cu părțile Crișanei și Maramureșului: el este tăiat de un brâu roșu. În partea superioară, pe albastru, se profilează o acvilă ieșindă, flancată de un soare și o semilună. În partea inferioară, pe aur, au fost reprezentate șapte turnuri roșii, repartizate 4 ; 3. În insițiune se regăsește stema Dobrogei: doi delfini de aur afrontați.:Art. I.II Peste tot a fost suprapus ecusonul sfertuit al familiei de Hohenzollern (argint în cartierele unu și patru și negru în cartierele doi și trei). Scutul este timbrat cu coroana de oțel a României și este susținut de către doi lei de aur (simbolul Daciei și al Unirii din 1600). Toate aceste elemente sunt plasate sub un pavilion de purpură căptușit cu hermină, având ciucuri și franjuri de aur și fiind prins într-o coroană închisă. În partea inferioară a fost plasat colanul ordinului Carol I precum și deviza „NIHIL SINE DEO”,:Art. I.III ultima pe o panglică albastră.
Legea mai prevedea că „Stema se va întrebuința în trei forme: 1-a, stema cea mare, cum e descrisă mai sus; a 2-a, stema cea medie, fără pavilion; a 3-a, stema cea mică, compusă din cele trei scuturi cu coroana de oțel.”:Art. II:p. 2 (vezi galeria de mai jos). 

Variantele stemei României stabilite prin legea din 1921
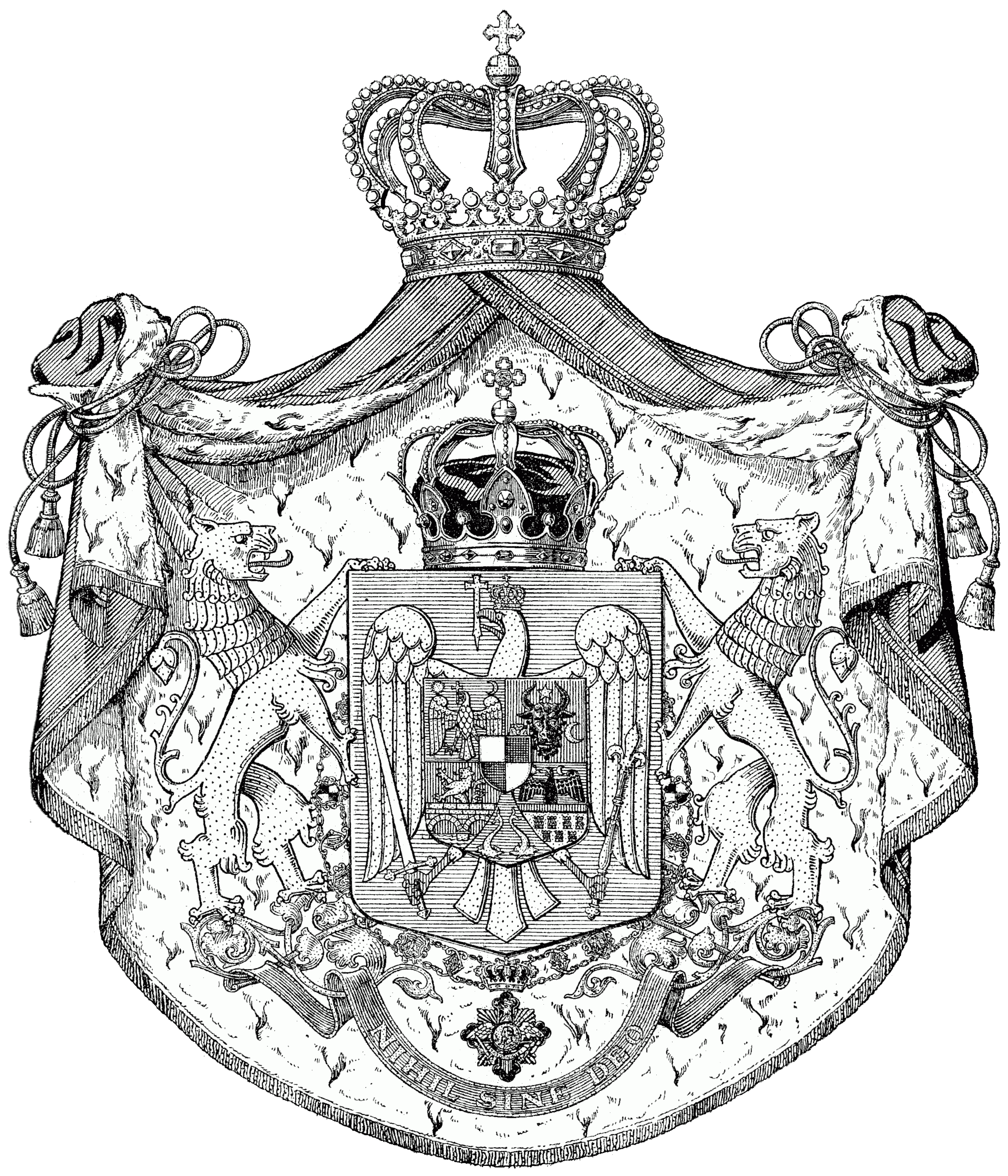
Stema mare
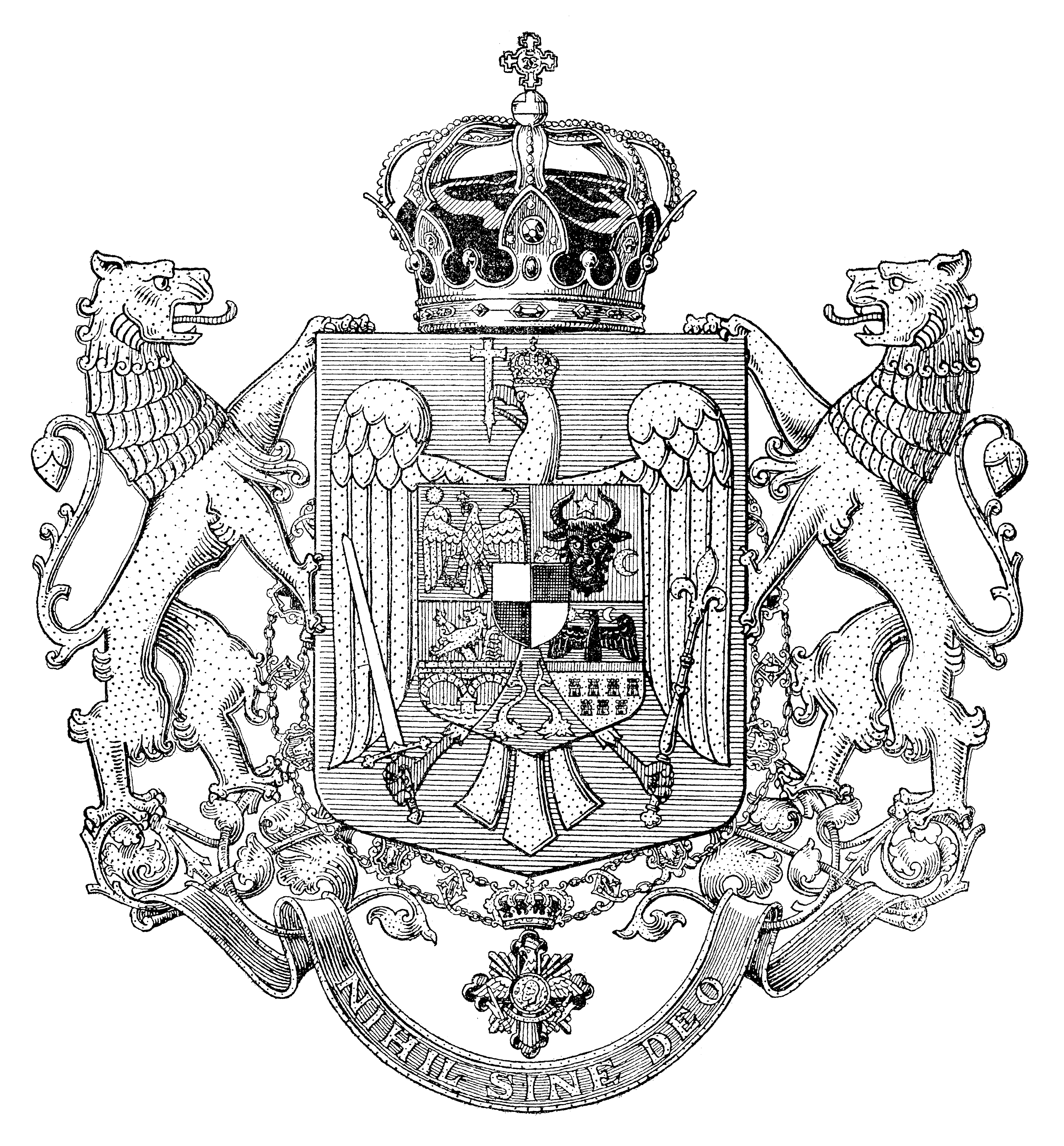
Stema medie
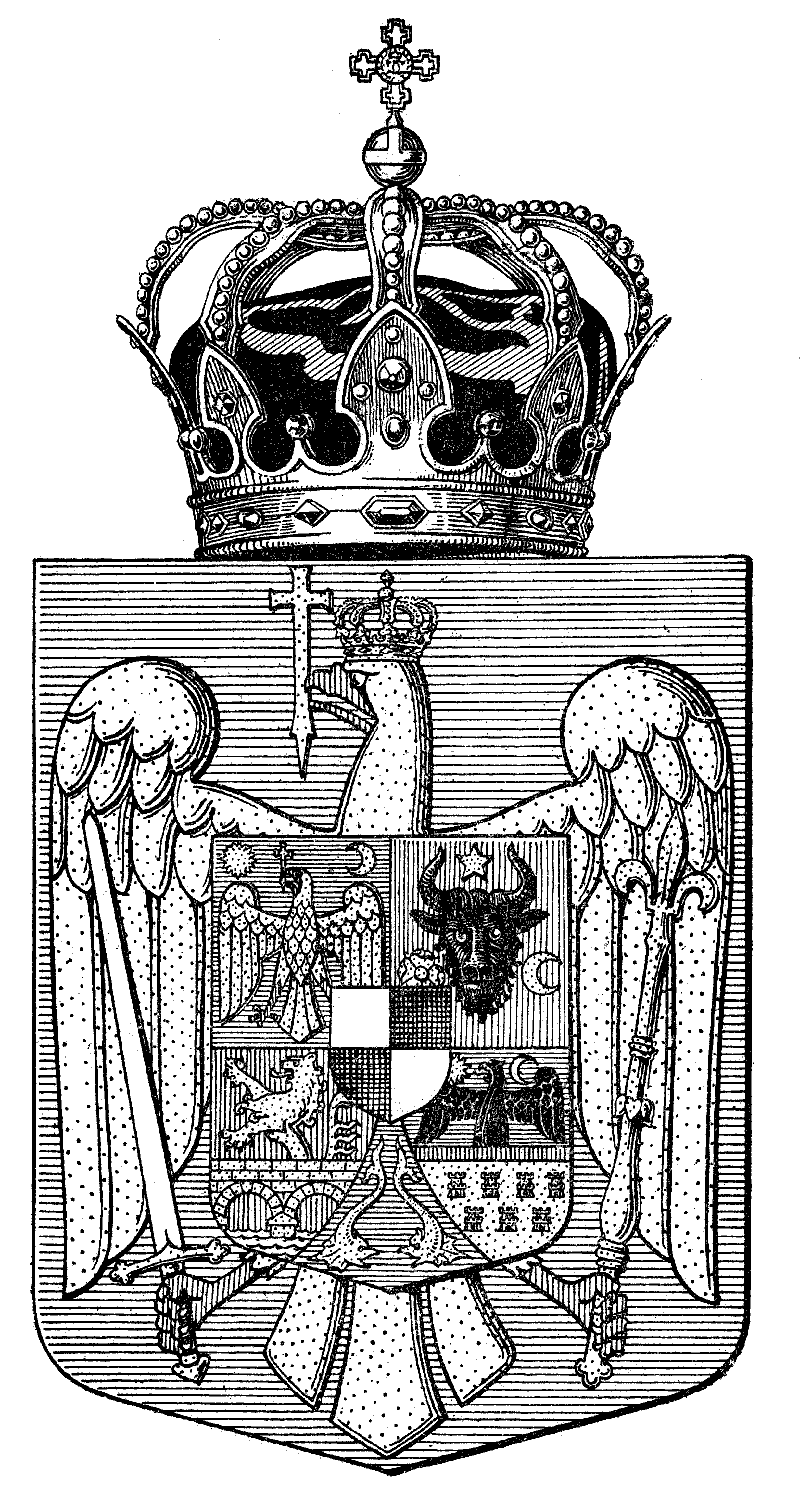
Stema mică

Referitor la modul de folosire al acestor steme, legea stipula că:
- Stema mare se va întrebuința în actele Statului emanate de la Rege și în actele oficiale internaționale, cum și din Înalt ordin al Regelui în cazuri speciale;
- Stema medie se va întrebuința de armată și autoritățile Statului;
- Stema mică se va întrebuința pe sigilii și ștampile oficiale.[27]:Art. II

Această stemă a rămas valabilă până la 30 decembrie 1947, când România a devenit republică, prin abdicarea forțată a regelui Mihai, sub amenințarea comuniștilor români susținuți de Armata Roșie, staționată în România.

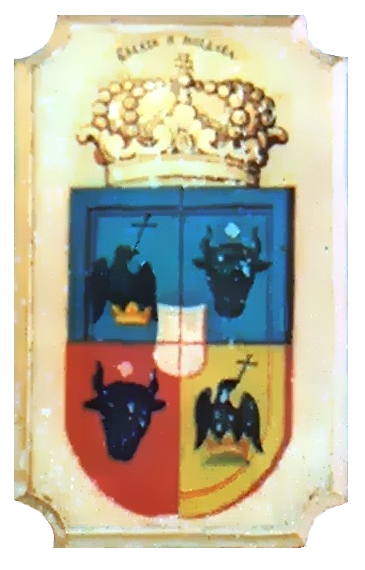
Stema mică (1867) aflată pe iconostasul Mănăstirii Rila din Bulgaria
Stema de după 1878, stabilită prin uz.
Stema medie (1921)
Stema mică (1921)

### Perioada comunistă
După instaurarea comunismului, în ianuarie 1948 au fost desființate și interzise toate stemele în vigoare, până atunci, în România. Anterior, în baza Legii nr. 364 din mai 1945, una dintre cărțile scoase din circulație și biblioteci a fost „Stemele Regatului României, județelor și municipiilor, în culori, după originalele Comisiunei Consultative Heraldice”. Pe 8 ianuarie 1948 a fost instituită o nouă stemă, după modelul sovietic. Aceasta se compunea dintr-o cunună ovală din spice de grâu, legate în partea inferioară cu o panglică tricoloră pe care se afla scris Republica Populară Română. În interiorul cununii a fost reprezentat un câmp pe care se afla un tractor arând spre dreapta, iar în fundal, profilate, trei furnale din spatele cărora răsărea soarele ce împrăștia raze, totul în culori naturale. La capătul spicelor erau trecute inițialele RPR.
Prin intrarea în vigoare la 13 aprilie 1948 a noii Constituții a Republicii Populare Române,  interiorul stemei este modificat din nou. Astfel la articolul 99 noul act fundamental precizează că „Stema Republicii Populare Române, reprezintă munții împăduriți, deasupra cărora se ridică soarele. În mijloc se află o sondă, iar în jurul stemei o coroană de spice de grâu.”:Art. 99. Articolul 100 făcea mențiunea suplimentară că „Pe sigiliul Statului este reprezentată stema țării.”:Art. 100. Această stemă avea să rămână în vigoare timp de patru ani, până la votarea unei noi Constituții în anul 1952.
La 24 septembrie 1952 Marea Adunare Națională adoptă o nouă Constituție a Republicii Populare Române. Aceasta prevedea la articolul 102 că „Stema Republicii Populare Române reprezintă munți împăduriți, deasupra cărora se ridică soarele. În partea stângă a stemei se află o sondă. Stema este încadrată de o cunună de spice de grâu. În partea de sus a stemei se află o stea în cinci colțuri. În partea de jos a stemei, spicele sunt înfășurate într-o panglică tricoloră pe care sunt scrise literele R.P.R.” Modificarea majoră adusă de noul act legislativ era plasarea stelei roșii cu 5 colțuri pe razele dintre spicele cununii, în capul stemei, asemănătoare stemei sovietice din acel timp.
În 1965 a fost proclamată Republica Socialistă România, fapt care s-a reflectat și în reprezentarea heraldică a simbolurilor statale. În Constituția adoptată la 21 august 1965 se prevedea că „Stema Republicii Socialiste România reprezintă munți împăduriți, deasupra cărora se ridică soarele. În partea stângă a stemei se află o sondă. Stema este încadrată de o cunună de spice de grâu. În partea de sus a stemei se află o stea în cinci colțuri. În partea de jos a stemei, spicele sunt înfășurate într-o panglică tricoloră pe care este scris REPUBLICA SOCIALISTĂ ROMÂNIA.”:Art. 116 Principalele elemente de noutate erau constituite de înfășurarea diferită a panglicii tricolore și încărcarea acesteia cu numele întreg al țării. De asemenea, la baza pădurii, câmpul a fost înlocuit cu o fâșie albastră, pentru a simboliza apele României..
Constituția din 1965 definea din nou și sigiliul de stat. Astfel la articolul 117 se arăta că „Pe sigiliul statului este reprezentată stema țării, în jurul căreia este scris REPUBLICA SOCIALISTĂ ROMÂNIA.”:Art. 117
Această stemă avea să rămână nemodificată până la căderea regimului comunist, la sfârșitul anului 1989.

ianuarie - martie 1948
martie 1948 - 1952
1952 - 1965
1965 - 1989

### Perioada de după 1989
După căderea regimului comunist, încă din primele momente ale Revoluției din 1989, stema comunistă a fost ruptă sau tăiată de pe drapelul național, drapelele cu o gaură în mijloc în loc de stemă fiind unul din simbolurile acestei revoluții. Pe măsură ce mijloacele au permis, vechea stemă comunistă a fost eliminată și de pe sigiliile oficiale, în interiorul lor apărând scris pentru început doar numele țării (în variantele ROMANIA sau ROMÂNIA).

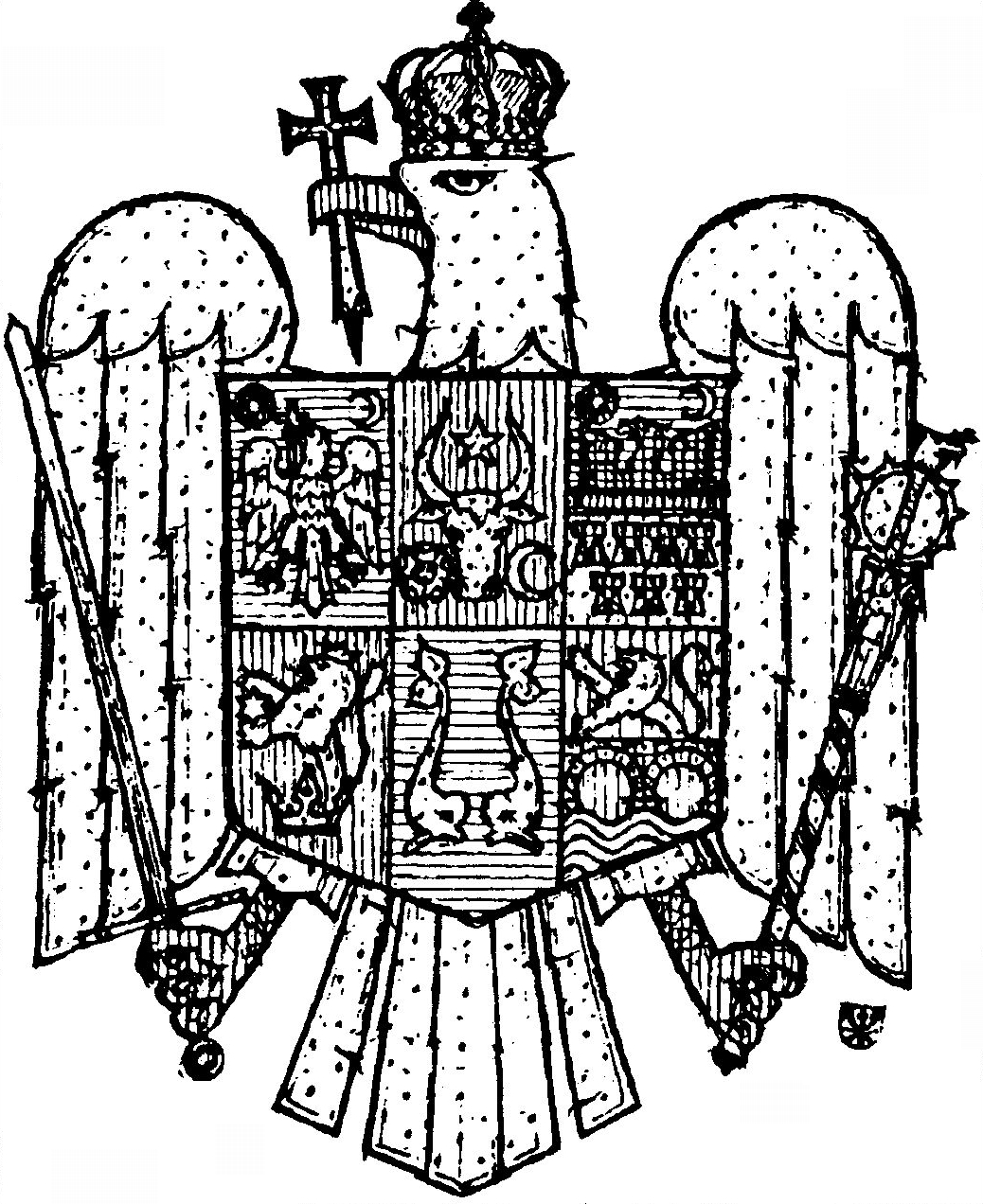
Proiectul propus de către Jean-Nicolas Mănescu și Constantin E. Ștefănescu în 1990 (varianta alb-negru)

Proiectul propus de către Jean-Nicolas Mănescu și Constantin E. Ștefănescu în 1990 (varianta color)

Încă din timpul revoluției s-a pus problema adoptării unei noi steme, însă soluțiile oferite de heraldiști la acel moment nu au fost acceptate, preferându-se varianta ca noua stemă de stat să fie adoptată odată sau după adoptarea primei Constituții post-revoluționare.
Începând din 1990 s-au realizat și depus la Parlament mai multe proiecte. Ca și în perioada 1918 - 1921, acum apar mai multe comisii: Comisia de Heraldică, Genealogie și Sigilografie, Comisia Camerei Deputaților înființată la propunerea președintelui acesteia Dan Marțian, Comisia Lărgită, Comisia Națională pentru Alcătuirea Stemei de Stat constituită la inițiativa Guvernului Petre Roman, fiecare propunând diferite variante de stemă.
Astfel, în septembrie 1990, a fost depus la Biroul Camerei Deputaților, de către deputatul Nae Bedros (PNL), „Proiectul de lege pentru fixarea stemei României”. 
Acest proiect, aparținând heraldiștilor Jean-Nicolas Mănescu, secretar general al Comisiei de Heraldică, Genealogie și Sigilografie a Institutului de Istorie „Nicolae Iorga” și Constantin E. Ștefănescu, membru al aceleaiși comisii.
Jean-Nicolas Mănescu începuse elaborarea acestei lucrări  încă din 1975. Într-un interviu din 1992, Constantin E. Ștefănescu declara: „S-a pornit de la moștenirea heraldică a stemei României, la care s-au adus modificările necesare și suficiențe. Din stema din 1921 au fost eliminate însemnele regalității, căutându-se a se elabora o stemă neutră din punct de vedere politic, deci Stema de Stat. Cu toate acestea, proiectul nu place unora, probabil datorită existenței unui element heraldic a cărui semnificație a fost și este în continuare, necunoscut sau greșit înțeles: Coroana de Oțel a Independenței României”.
Problema adoptării unei steme pentru noua Românie a fost ridicată din nou după promulgarea Constituției din 1991.
la 9 iulie 1992 s-a constituit  Comisia Parlamentară care a solicitat concursul Comisiei de Heraldică, Genealogie si Sigilografie, singurul organism de specialitate existent in țară
Comisia parlamentară, analizând toate propunerile formulate, a reținut două propuneri pentru a fi prezentate celor două camere legislative.
Primul proiect aparținea heraldistului Gabriel S. Jivănescu. El propunea o stemă după modelul celei regale din 1921, în care scutul aflat pe pieptul acvilei era tripartit (Țara Românească, Moldova și Transilvania), iar deviza „Nihil Sine |Deo” era înlocuită cu „Virtus Romana rediviva”. Politicienii vremii, însă, au refuzat simbolul Coroanei de Oțel de pe capul acvilei, fiindcă trimitea la monarhie, și astfel, au respins întreg proiectul.

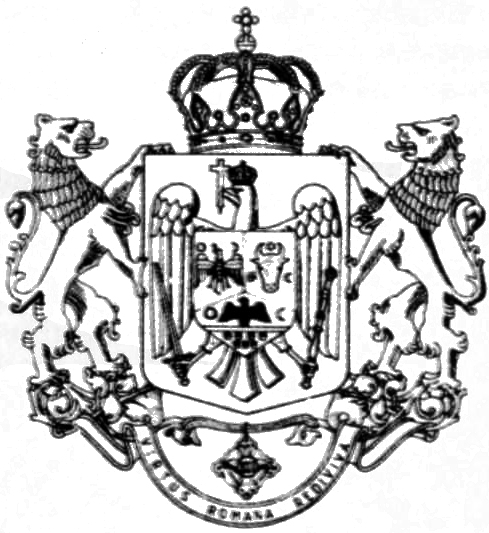
Proiectul propus de Gabriel S. Jivănescu în 1990

Al doilea proiect aparținea lui Victor Dima, licențiat al Institutului de Arte Plastice din București și angajat al Ministerului Apărării Naționale, în acel moment. Macheta realizată de el s-a dovedit a fi pe placul politicienilor și, cu mici retușuri, a fost aprobată la 10 septembrie 1992. În Monitorul Oficial în care a fost publicat actul normativ, numele lui Victor Dima figura ca „autor al machetelor grafice”.
În 1992, prin Legea nr. 102 din 21 septembrie, au fost adoptate stema și sigiliul actual al României, prin combinarea diferitelor propuneri prezentate până atunci.
Stema reproduce aproape în totalitate varianta mică din 1921 (cu excepția coroanei de oțel, a stemei dinastiei de Hohenzollern-Sigmaringen și a sceptrului). Legea descrie Stema României astfel:
„Stema României simbolizează statul român național, suveran și independent, unitar și indivizibil și se compune din două scuturi suprapuse: scutul mare și scutul mic.

Scutul mare, pe albastru, are o acvilă de aur cu capul spre dreapta, cu ciocul și ghearele roșii, cu aripile deschise, ținând în cioc o cruce ortodoxă din aur, în gheara dreaptă o sabie, iar în gheara stângă un buzdugan.
Pe pieptul acvilei se găsește scutul mic sfertuit cu insițiune:
a) în primul cartier este stema Țării Românești: pe albastru, o acvilă de aur cu ciocul și ghearele roșii, ținând în cioc o cruce ortodoxă de aur, însoțită de un soare de aur la dreapta și de o lună nouă de aur la stânga;
b) în cartierul doi este stema Moldovei: pe roșu, un cap de bour negru, însoțit de o stea de aur între coarne, cu cinci raze, de o roză cu cinci foi la dreapta și de o lună conturnată la stânga, ambele de argint;
c) în cartierul trei este stema Banatului și Olteniei: pe roșu, peste valuri naturale, un pod de aur cu două deschideri boltite, din care iese un leu de aur ținând un paloș în laba dreaptă din față;
d) în cartierul patru este stema Transilvaniei, cu Maramureșul și Crișana: un scut tăiat de un brâu roșu îngust; în partea superioară, pe albastru, o acvilă neagră cu ciocul de aur, ieșind din brâul despărțitor, însoțită de un soare de aur la dreapta, de o lună de argint conturată la stânga; în partea inferioară, pe aur, șapte turnuri roșii, crenelate, dispuse pe doua rânduri, patru și trei;
 
e) în insițiune sunt reprezentate ținuturile Mării Negre: pe albastru, doi delfini de aur afrontați, cu cozile ridicate.:Art. 1”—Stema României, Legea 102/1992
Potrivit aceleiași legi, sigiliul statului este însemnul suveranității naționale, el garantând  autenticitatea actelor statului.:art. 6 Pe sigiliul statului este reprezentată stema țării, cu „ROMÂNIA”, în exergă, în partea inferioară. Sigiliul statului se păstrează la Ministerul Afacerilor Externe și se aplică, potrivit dispozițiilor ministrului afacerilor externe, pe actele internaționale încheiate de România.:art. 8
Printr-un proiect de lege, a fost plasată coroana de oțel pe capul acvilei din stemă. Legea a fost adoptată de cele două camere ale Parlamentului în prima jumătate a lui 2016și a fost promulgată la 11 iulie 2016 de către președintele Klaus Iohannis.

Stema României (1992-2016)
Stema actuală a României
Sigiliul României

## Steme districtuale și orășenești

### Tara Românească și Moldova

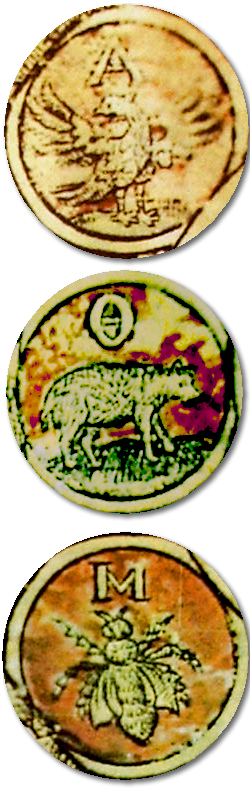
Stemele județelor Argeș, Teleorman și Mehedinți la 1715

În Țara Românească și Moldova stemele districtuale au apărut începând cu secolul al XVIII-lea. Anumiți cercetători, precum Ioan C. Filitti, consideră că acestea au apărut sub influența stăpânirilor austriece (1718 - 1739 în Oltenia) și rusești (1769 - 1774). Totuși, potrivit Mariei Dogaru, „specialiștii români au demonstrat faptul că simbolurile județene sunt de sorginte autohtonă”. Mănăstirea Antim din București, pictată în 1715, prezintă pe frontispiciu șase medalioane destinate a simboliza numele mitropolitului (A - N - Θ - I - M - O - Σ). Dintre acestea, cele destinate literelor A, Θ și M prezintă stemele județelor Argeș (o acvilă), Teleorman (o oaie) și respectiv Mehedinți (o albină). În 1722 Frederich Schwantz a publicat o hartă în care erau reprezentate stemele județelor Olteniei. Prima reprezentare a tuturor stemelor districtuale din Țara Românească datează din 1782: sigiliul domnesc al lui Nicolae Caragea prezintă medalioane cu herburile tuturor județelor, plasate uniform în jurul stemei mari a țării. Acest tip de sigiliu va fi preluat și de către urmașii săi la domnie. După 1829 va apărea un nou medalion, corespunzător județului Brăila, iar după 1845 va dispărea medalionul județului Săcuieni, odată cu districtul respectiv. Iată reprezentările județelor, așa cum se regăsesc pe sigiliul din 1782:
| - Slam Râmnic – un cal - Buzău – o pasăre lângă o turlă de biserică - Secuieni – doi butuci de viță - Prahova – o capră sălbatică - Ialomița – un pește spre dreapta - Ilfov – două personaje susținând o biserică - Dâmbovița – un țap - Vlașca – trei spice strânse - Teleorman – o oaie | - Muscel – o pasăre - Argeș – o acvilă - Olt – un turn cu cruce - Romanați – un snop de grâu - Vâlcea – un om ce ține de căpăstru un cal lângă o fântână - Dolj – un pește în valuri - Gorj – un cerb - Mehedinți – o albină |

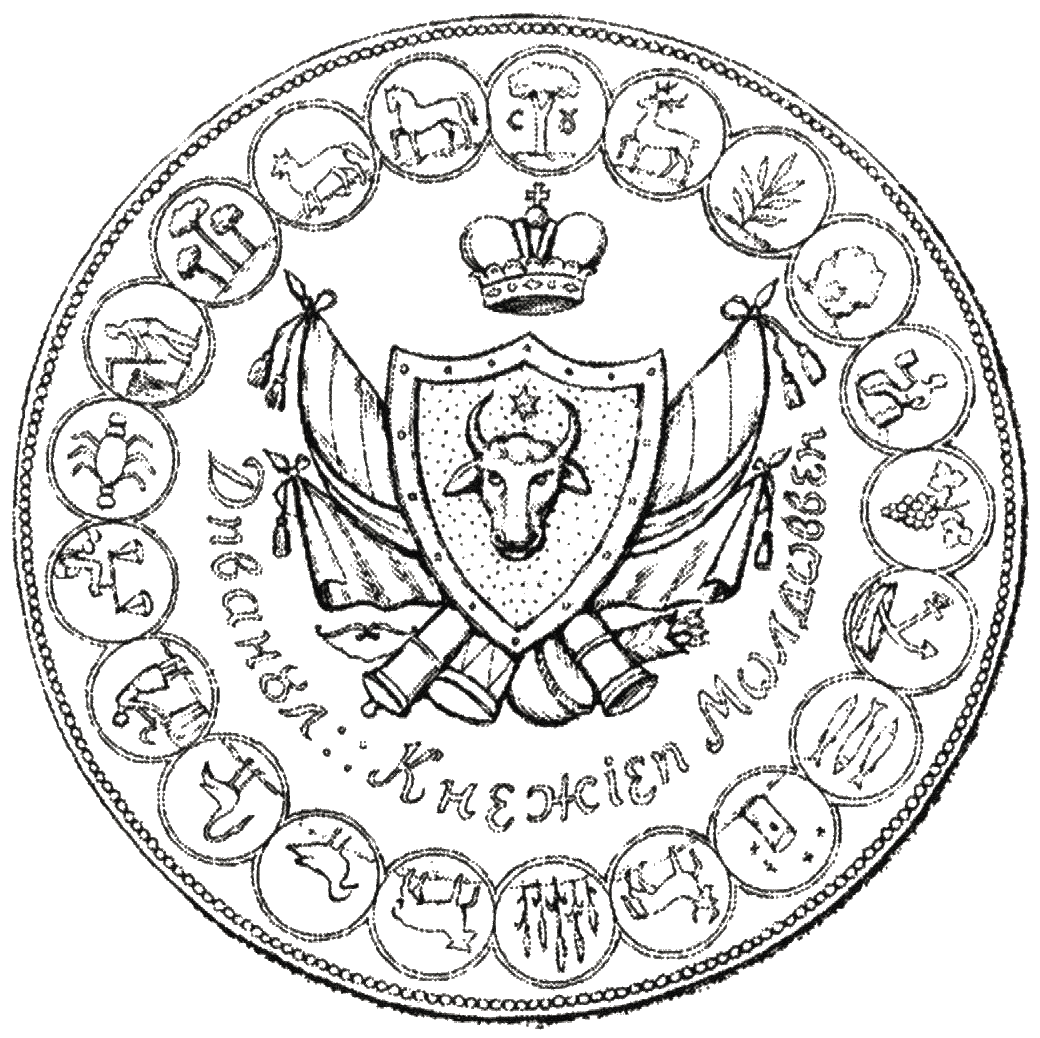
Sigiliul Divanului Cnejiei Moldovei (1807)

Cel mai vechi izvor cunoscut cu privire la stemele ținuturilor moldovenești datează din perioada 1806 - 1812 și reprezintă sigiliul Divanului Cnejiei Moldovei. Acesta avea dispuse în jurul stemei țării, similar pecetei valahe a lui Nicolae Caragea, medalioane cu stemele ținuturilor moldovenești. Lipseau cele din Bucovina (cedată în 1775) însă apăreau cele din Basarabia (pierdută abia în 1812). Specialiștii nu au reușit să identifice toate corespondențele pentru acestea din urmă. Sigiliul din 1817 al aceleiași autorități (deci după anexarea Basarabiei de către Rusia țaristă) prezenta următoarele steme ale ținuturilor:
| - Suceava – un arbore cu coroană bogată - Iași – un cal - Cârligătura – un câine stând - Hârlău – trei tufani - Botoșani – un cosaș cosind - Dorohoi – un rac - Herța – un braț drept ținând o balanță - Fălciu – o bovină | - Vaslui – un stup înconjurat de albine - Tutova – trei pești - Covurlui – o corabie - Tecuci – un ciorchine de struguri - Putna – Bachus pe butoi - Bacău – un munte de sare - Roman – o plantă cu frunze - Neamț – un cerb |

În Basarabia stăpânită de Imperiul Țarist au fost instituite noi steme, cuprinzând fie elemente specifice de faună sau floră (de exemplu un cap de cal pentru Bălți), fie cetăți înălțate de Ștefan cel Mare (în cazul ținuturilor Soroca, Hotin și Cetatea Albă).

### Transilvania
Cele mai vechi reprezentări ale unor steme districtuale de pe teritoriul României se regăsesc în Transilvania. În acest voievodat, mai ales în secolele al XIII-lea – al XVII-lea, ele reprezentau aproape exclusiv embleme sigilare.
Din 1224 datează primul sigiliu districtual cunoscut până acum din Transilvania, ce desemnează cele Șapte scaune săsești sibiene. Pecetea prezintă patru personaje care susțin deasupra capetelor o coroană piramidală, apărând în documente sub această formă până la 1359. Din 1353 datează sigiliul districtului Brașov, acesta cuprinzând o coroană deschisă și un crin. Pe margine, legenda tradusă este: PECETEA ORĂȘENILOR ȘI LOCUITORILOR PROVINCIEI BRAȘOVULUI. Și micile autonomii românești din această provincie au utilizat sigilii încă de timpuriu.
Cu toate acestea încă nu exista o recunoaștere oficială, din partea regalității maghiare, a diferitelor sigilii utilizate de instituțiile transilvănene. Drept urmare, în 1435 a fost dat un patent prin care actele emise de către comitate puteau fi autentificate de către juzii nobiliari cu sigiliul propriu. Dezvoltarea economică deosebită a dus la adoptarea, de către fiecare comitat, a unei steme proprii, prezentă și pe sigilii, fiind în cele din urmă incluse la rândul lor în categoria peceților autentice, necesare validării înscrisurilor.
Etapa stăpânirii habsburgice a însemnat o nouă dezvoltare în privința stemelor districtuale. Astfel, cancelaria de la Viena a emis câteva diplome prin care conferea unor comitate (d. ex. Cluj, Turda, Mureș, Târnava, etc.) sigilii publice și autentice. Aceste diplome descriau în cuprinsul lor atât înfățișarea stemei cât și semnificația elementelor heraldice componente. Totodată, în frontispiciu, se afla desenată și stema, în culori naturale.

### Regatul României și România Mare
Aceste reprezentări ale stemelor districtelor românești s-au modificat în mică măsură de-a lungul timpului, în paralel cu reorganizările administrativ-teritoriale de până la 1926. 
Comisia consultativă heraldică, înființată în 1921, a acordat o atenție specială elaborării stemelor de județe, municipii și orașe astfel încât să corespundă tradițiilor istorice precum și transformărilor politico-sociale ale vremii. Aceasta a trimis câte un chestionar pentru fiecare județ, în care se cereau informații despre steme istorice și curente ale respectivelor instituții administrative precum și despre legile prin care au fost acestea fixate. În urma numeroaselor consultări și elaborări, în „Monitorul Oficial” nr. 222 din 8 octombrie 1928 a fost publicat „Decretul pentru fixarea stemelor județene”. Este de precizat că, inițial, stemele districtuale în stadiul de proiect fuseseră timbrate cu Coroana de Oțel a României. La acest ornament s-a renunțat pe parcursul consultărilor comisiei.
 Vezi și: Stemele județelor din perioada interbelică ale Regatului României
Aceste steme au fost abolite temporar, de la înființarea ținuturilor în 1938 și până în 1940, când regimul național-legionar a restabilit vechea împărțire pe județe. Scutul fiecărei steme de ținut era partajat în bare, brâuri sau cartiere, în totalitate sau parțial, cromatica fiecărei diviziuni astfel rezultate amintind de culorile dominante ale stemelor județelor componente.
 Vezi și: Stemele ținuturilor din perioada 1938-1940 ale Regatului României

### Perioada comunistă
Stemele stabilite în perioada interbelică au fost abolite în 1948 de către regimul comunist. După reforma administrativă din 1968, în urma  căreia s-a revenit la împărțirea pe județe, potrivit dispozițiilor Decretului nr.503/1970 privind instituirea stemelor județelor și municipiilor, s-au elaborat noi steme pentru fiecare județ. Acestea aveau în comun un scut în inimă, despicat, având steagul PCR în dreapta și cel al RSR în stânga. Peste tot, stema RSR. Sub scutul mare se afla o eșarfă având scris pe ea numele județului respectiv. Stema era mobilată cu elemente amintind atât de tradiția istorică, cât și de „prefacerile” economice caracteristice epocii.
 Vezi și: Stemele județelor din perioada comunistă ale Republicii Socialiste România

### Perioada de după 1989
Stemele comuniste au fost abolite în decembrie 1989. Treptat, s-a încercat să se revină la vechile forme ale stemelor de județ, fie prin păstrarea acelora, fie prin îmbogățirea lor, fie prin crearea unor steme cu totul noi. Anumite județe încă nu au o stemă aprobată de Comisia heraldică (adică nu sunt recunoscute oficial).
 Vezi și: Stemele actuale ale județelor României

### Stemele municipiilor reședință de județ din România

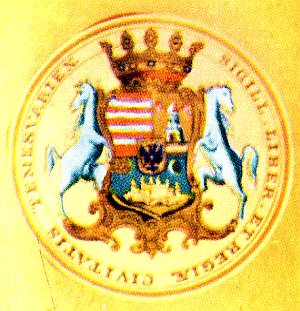
Sigiliul Timișoarei
sec. al XVIII-lea

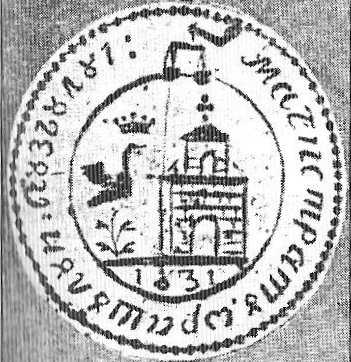
Sigiliul Buzăului
cca. 1831

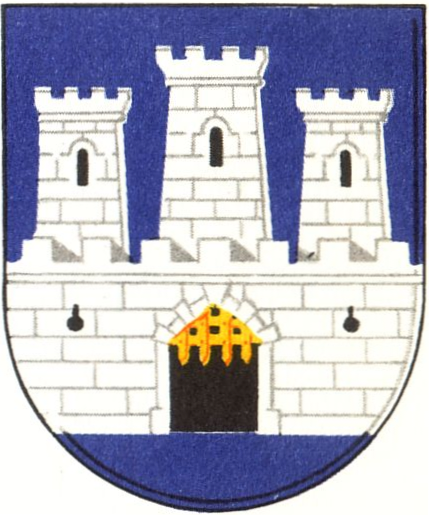
Sigiliul medieval al Clujului

Stemele orășenești sunt printre însemnele heraldice românești cu cea mai mare vechime. Ele au apărut în primul rând datorită necesității autentificării unor acte emise de sfatul orășenesc. În Transilvania orașele s-au bucurat de o autonomie mai largă decât în Țara Românească sau Moldova. Dacă aici primele steme orășenești au apărut prin secolele al XIII-lea – al XIV-lea, în spațiul extracarpatic acest lucru s-a petrecut cu o întârziere de un veac. Demn de remarcat în acest caz este faptul că deși însemnele orășenești muntene și moldovene păstrate datează din secolele al XV-lea – al XVI-lea, practica renovării sigilare a permis conservarea unor elemente mai vechi, neîntâlnite în sursele documentare descoperite. Iată câteva din stemele tradiționale ale municipiilor reședință de județ de astăzi:
| - Alexandria – un cal ce sprijină un steag și două mâini care dau noroc (sec. al XIX-lea) - Baia Mare – munca în mină (sec. al XIV-lea) - Bârlad – 3 pești în jurul unui soare(sec. XVI) - Bistrița – scut despicat având în stânga trei flori de crin, în dreapta trei brâuri; timbrat cu o coroană având în creștet un cap de struț încoronat cu o potcoavă în cioc; lambrechini (1367) - Botoșani – o pasăre (ulterior păun) (1661); Sf. Gheorghe (sec. al XVIII-lea) - Brașov – o coroană cu fleuroane în formă de crin și o floare de crin (1353); o coroană din care iese un trunchi de copac (din 1429) - București – Maica Domnului cu pruncul în brațe (1563); Întâmpinarea Domnului (1628); Buna Vestire (1631); vornicul orașului ținând cheia și un pergament (1831); un personaj feminin în jilț (1864); Sf. Dimitrie (sf. sec. al XIX-lea) - Cluj – un zid de cetate cu poartă (1369) | - Constanța – o corabie navigând către un țărm cu far (sec. al XIX-lea) - Galați – doi pești (1643) - Iași – un cal (1645); un cal și un turn (din sec. al XIX-lea) - Oradea – un cap încoronat (1470) - Piatra Neamț – butuc de vie (sec. XV); capra neagră; Sf. Ioan Botezătorul (sec. al XVIII-lea) - Râmnicu Vâlcea – cei Trei Ierarhi (sec. XVII) - Roman – un cap de mistreț (sec. XVI) - Satu Mare – mai multe chevroane (1433) - Sibiu – două spade încrucișate cu vârful în jos ce sprijină o coroană (1367) - Siret – Sf. Ioan Botezătorul (sec. XVII) - Suceava – Sf. Gheorghe omorând balaurul (mult timp confundat cu un sulițaș cu arma) (1638) - Târgoviște – Maica Domnului Rugătoare (1597) - Tecuci – un iepure (sec. XVII) - Turnu Severin – un pod de grilaj peste apă (1836) - Timișoara – un turn de apă cu steaguri, brâie alternând roșu cu argint și o cetate flancată de soare și lună (sec. al XVIII-lea) - Vaslui – doi pești (1641) |

În ceea ce privește conținutul și forma de prezentare a sigiliilor orășenești se constată o diferențiere între provincii. În timp ce în Ardeal se întâlnesc steme cu trăsături artistice și corecte din punct de vedere heraldic, în țările românești extracarpatice se remarcă în general o lipsă a acestor caracteristici, deficiență compensată însă de diversitatea elementelor reprezentate.
O renovare generală a sigiliilor muntene și moldovene are loc în urma adoptării Regulamentelor Organice (în 1831, respectiv 1832). În această perioadă este extinsă folosirea simbolurilor și se remarcă o preocupare mai intensă pentru alcătuirea unor reprezentări mai bogate și cât mai conforme regulilor heraldice. În a doua jumătate a secolului al XIX se întâlnesc situații în care steme orășenești au fost acordate prin decret princiar (Focșani, 1862: două personaje feminine îmbrăcate în costum popular și dându-și mâna; Craiova, 1867: un personaj domnesc).
După 1921, stemele orașelor au fost elaborate de către Comisia (consultativă) heraldică, aceasta având în vedere atât reprezentările tradiționale, cât și specificul local al fiecărei localități. Toate aceste steme prezintă elemente comune: scutul triunghiular curbat la bază, timbrat de o coroană murală cu un număr specific de turnuri: 1 pentru comune rurale, 3 pentru comune urbane (orașe), 5 pentru orașe reședință de județ și 7 pentru municipii. Orașele care au fost capitale ale principatelor române prezintă în creștet fie acvila cruciată, fie capul de bour. Amintim aici București, Câmpulung, Curtea de Argeș, Târgoviște, Craiova (în Țara Românească); Suceava, Iași (în Moldova); Alba-Iulia (în Transilvania). Este de menționat că numai orașul Focșani a avut o eșarfă cu deviză (UNIREA FACE PUTEREA), plasată sub scut.
 Vezi și: Stemele orașelor reședință de județ din perioada interbelică ale Regatului României
Regimul comunist a abolit aceste steme în 1948. După emiterea Decretului nr. 503 din 16 decembrie 1970, heraldiștii Jean Nicolas Mănescu și Dan Cernovodeanu au elaborat noi steme pentru municipii, utilizând o formă specifică de scut, diferit de cel pentru județe. Acestea se întâmpla ca uneori să nu reproducă nici un însemn din herbul tradițional (cum e cazul Reșiței, Bacăului). De asemenea, eșarfa aflată sub scut, cu numele municipiului înscris pe ea, era fie dreaptă fie curbată. Toate aceste steme au fost aprobate prin Decretul 302 din 25 iulie 1972 de către Consiliul de Stat al Republicii Socialiste România.
 Vezi și: Stemele orașelor reședință de județ din perioada comunistă ale Republicii Socialiste România
În decembrie 1989 stemele comuniste au fost abandonate. După 1992 s-a revenit treptat la simbolurile din perioada interbelică. Totuși, variante nou elaborate prezintă câteodată elemente heraldice reprezentative instituite în perioada comunistă. Stemele actuale au același tip de scut (triunghiular curbat) și sunt timbrate cu o coroană murală corespunzătoare. De această dată, numărul turnurilor înseamnă: comună (1), oraș (3), municipiu (5), municipiu reședință de județ (7). Creștetul herburilor fostelor capitale ale principatelor au fost păstrate. Unele steme au eșarfă cu deviză (cum ar fi cazul Bucureștiului, Brașovului, Focșaniului etc.).
|        |      |           |                              |
| Comună | Oraș | Municipiu | Municipiu reședință de județ |

 Vezi și: Stemele actuale ale orașelor reședință de județ din România

## Steme instituționale
Nici Președinția României, nici Guvernul României și nici Parlamentul României nu au o stemă proprie. În actele emise este utilizată stema țării. Totuși, Senatul și Camera Deputaților au câte un însemn heraldic propriu:

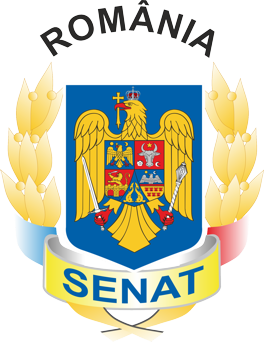
Stema Senatului României
Stema Camerei Deputaților

#### Ministere
De asemenea, câteva dintre ministere au adoptat o emblemă specifică:

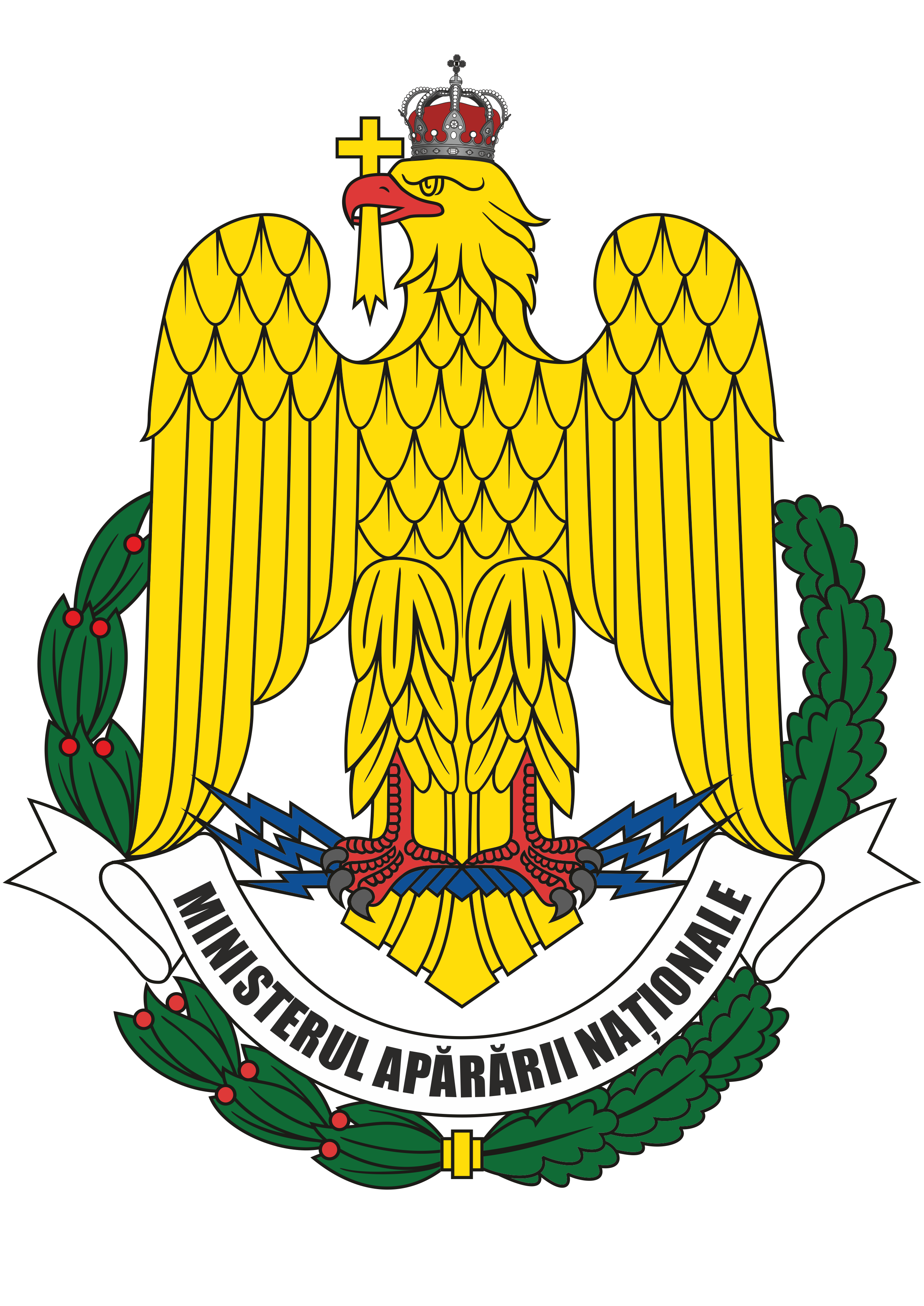
Ministerul Apărării Naționale
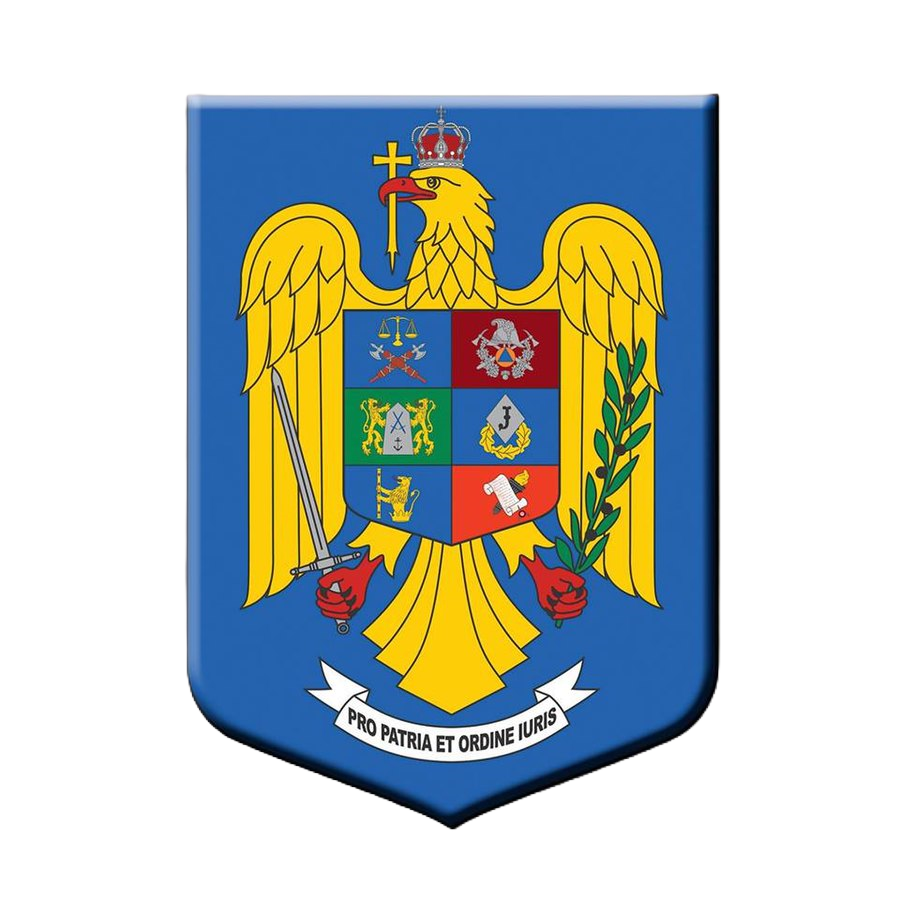
Ministerul Afacerilor Interne
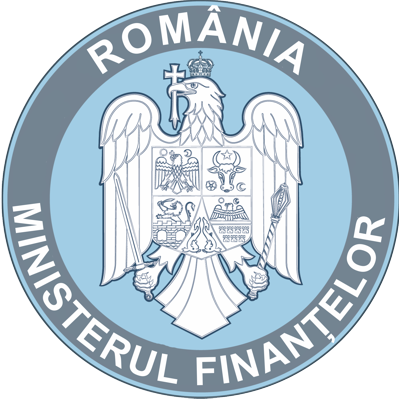
Ministerul Finanțelor

Ministere care, în trecut, au avut embleme proprii: 

Ministerul Afacerilor Externe[48]
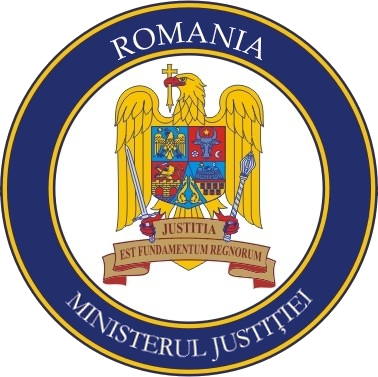
Ministerul Justiției
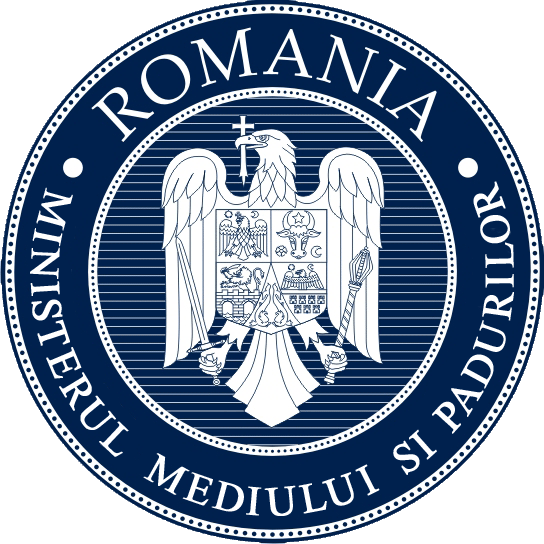
Ministerul Mediului, Apelor și Pădurilor
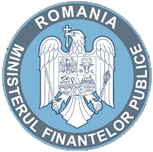
Ministerul Finanțelor (emblemă utilizată până în 2021)

#### Instituții polițienești

Poliția[52]
Jandarmeria[53]
Poliția de Frontieră[54]
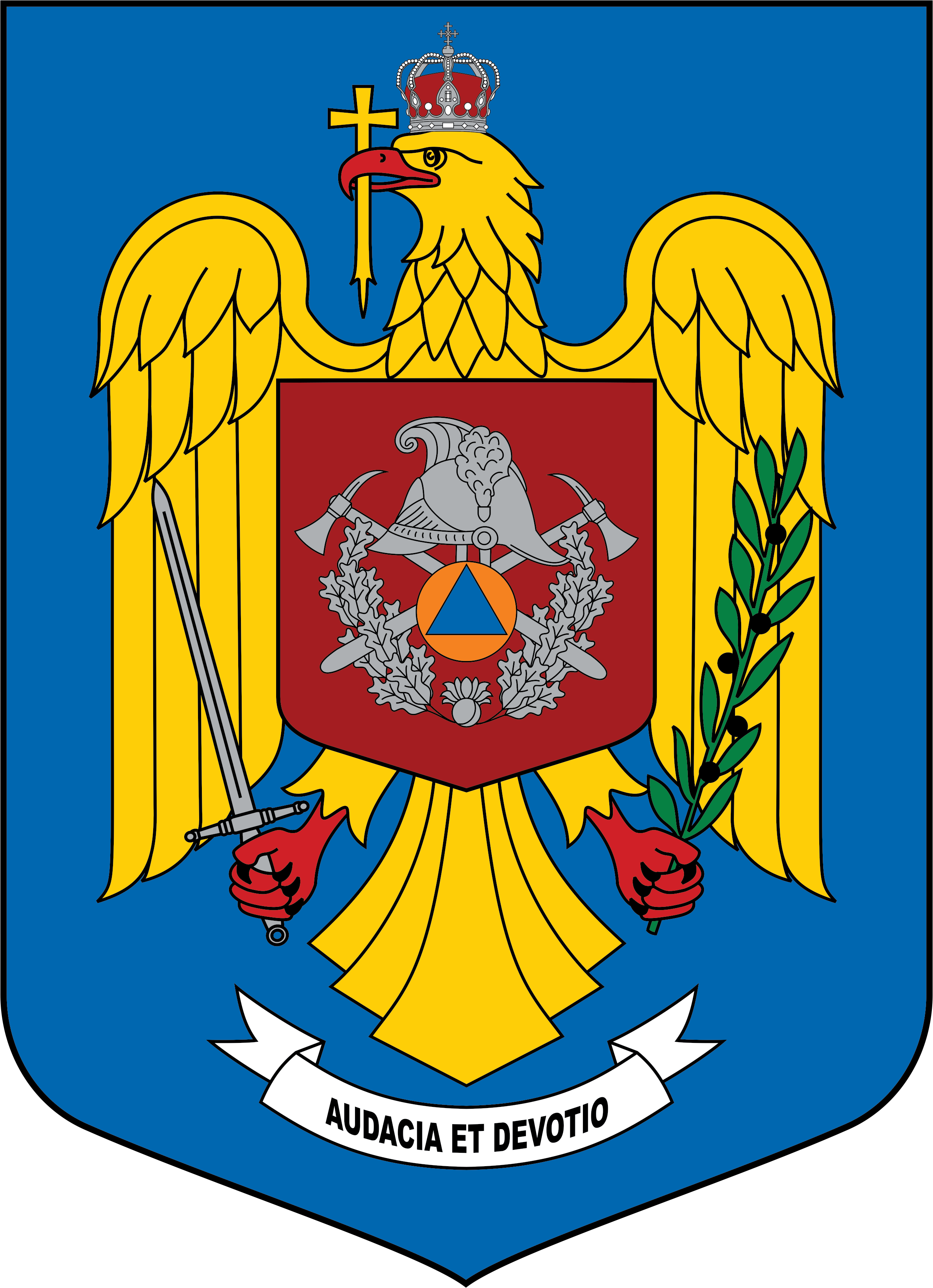
Inspectoratul General pentru Situații de Urgență
Garda Financiară[56]

#### Dreptul și Justiția

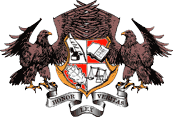
Uniunea Colegiilor Consilierilor Juridici
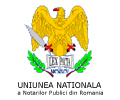
Uniunea Națională a Notarilor Publici (emblemă veche)
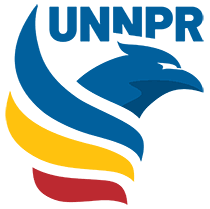
Uniunea Națională a Notarilor Publici
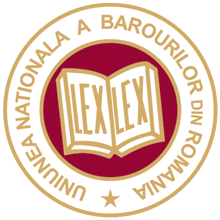
Uniunea Națională a Barourilor

#### Armata

Armata României[45]
Cocarda Armatei Române[61]

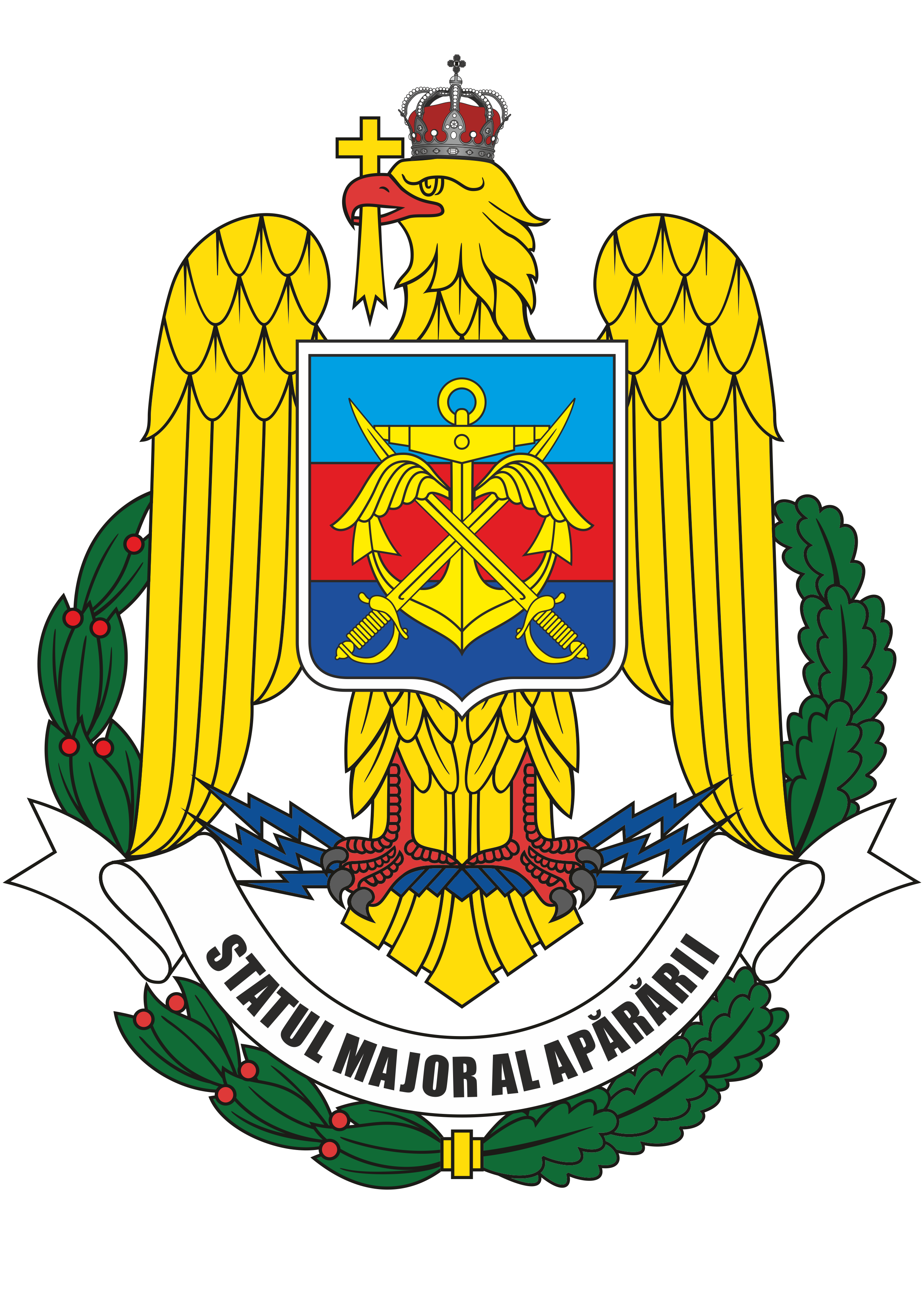
Statul Major al Apărării
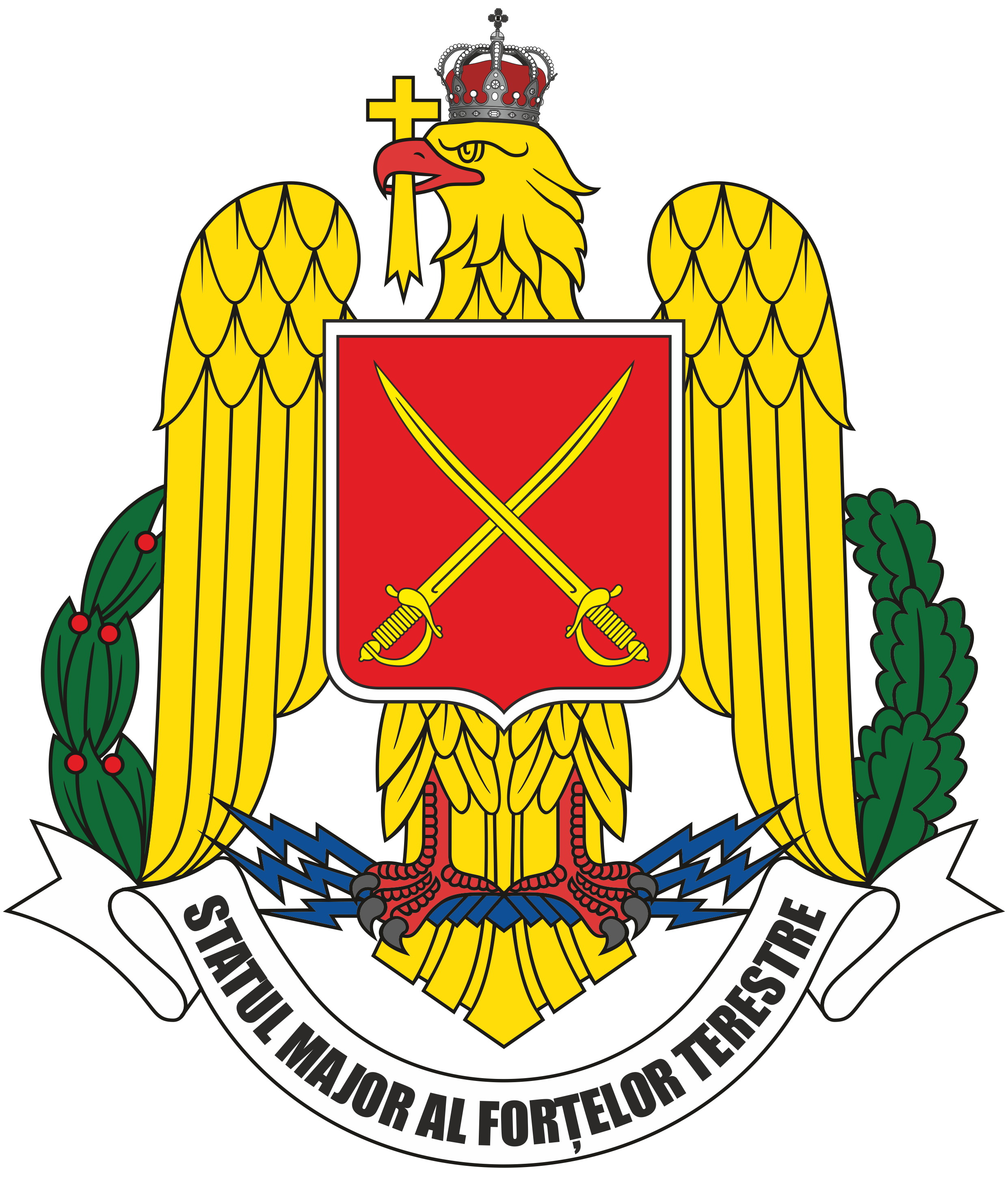
Statul Major al Forțelor Terestre
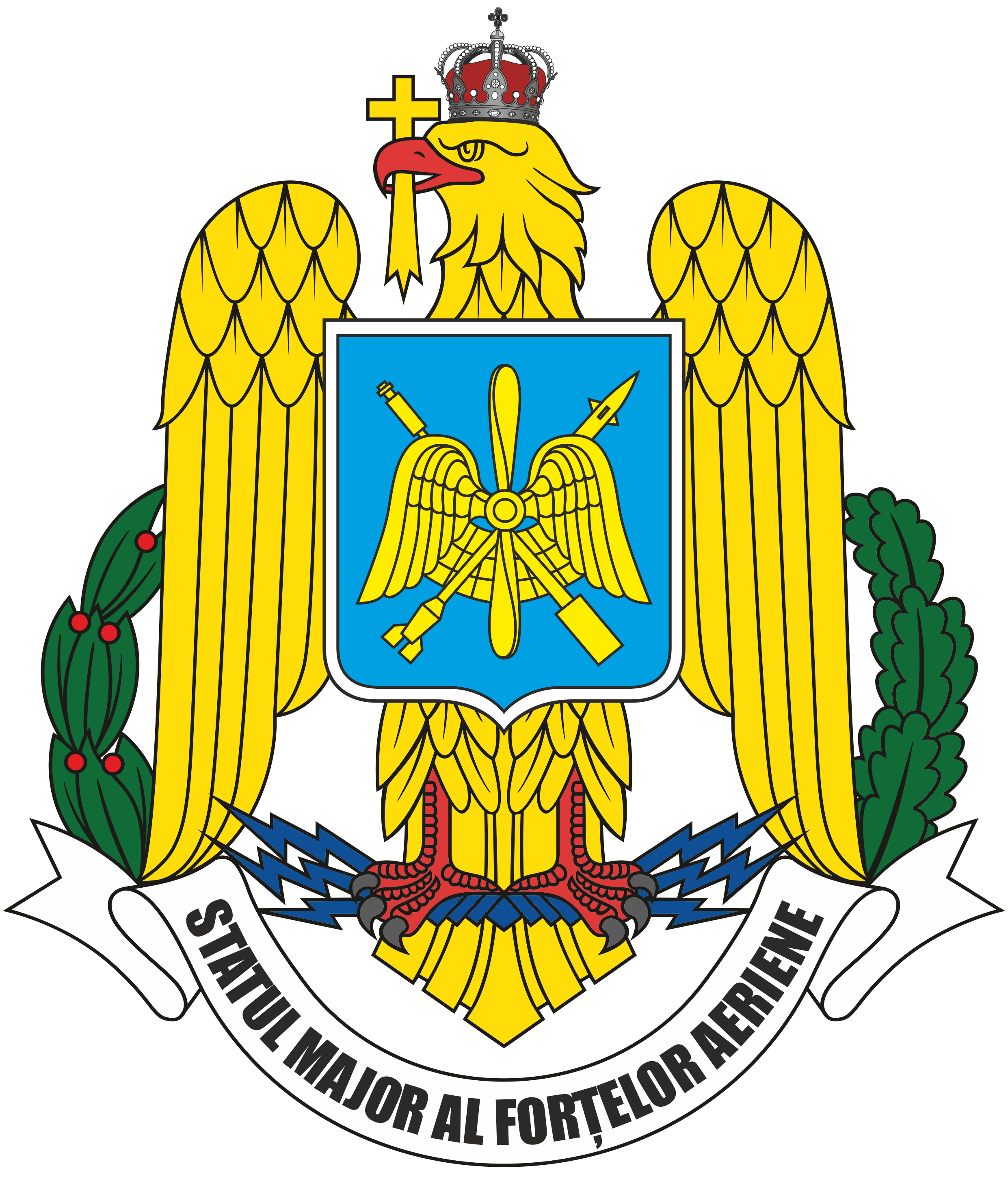
Statul Major al Forțelor Aeriene
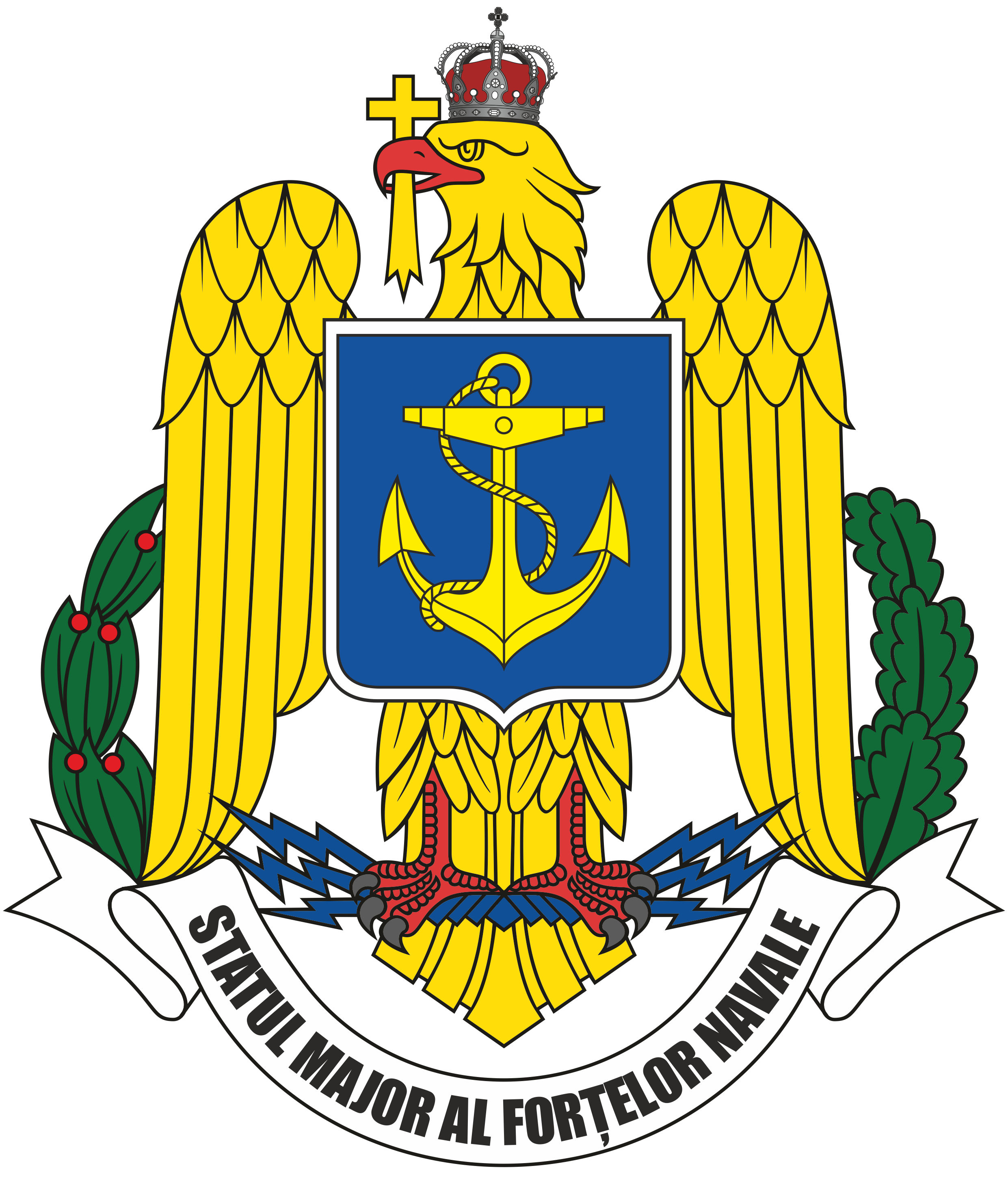
Statul Major al Forțelor Navale

#### Serviciile de Informații

Serviciul Român de Informații[62]
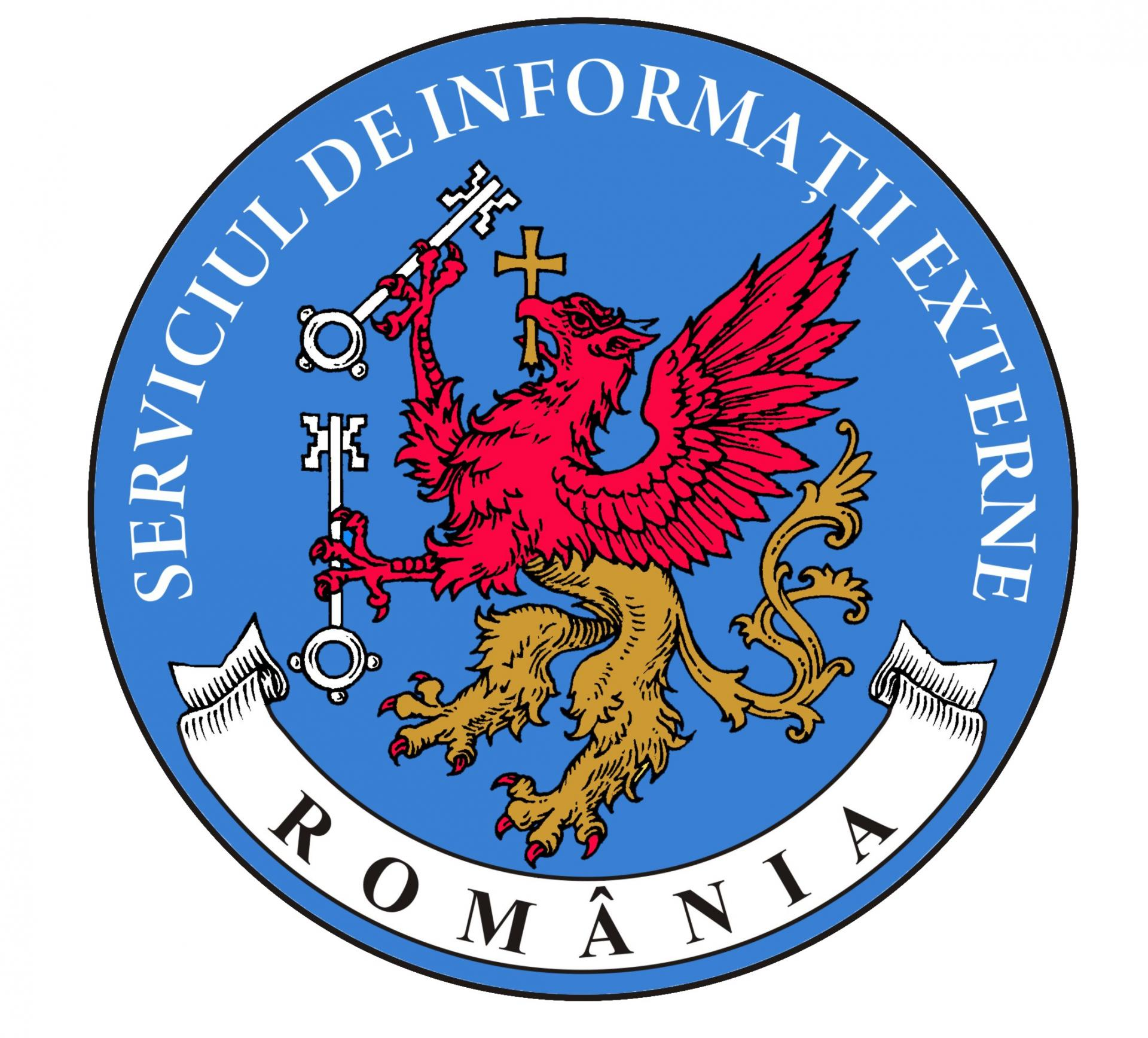
Serviciul de Informații Externe
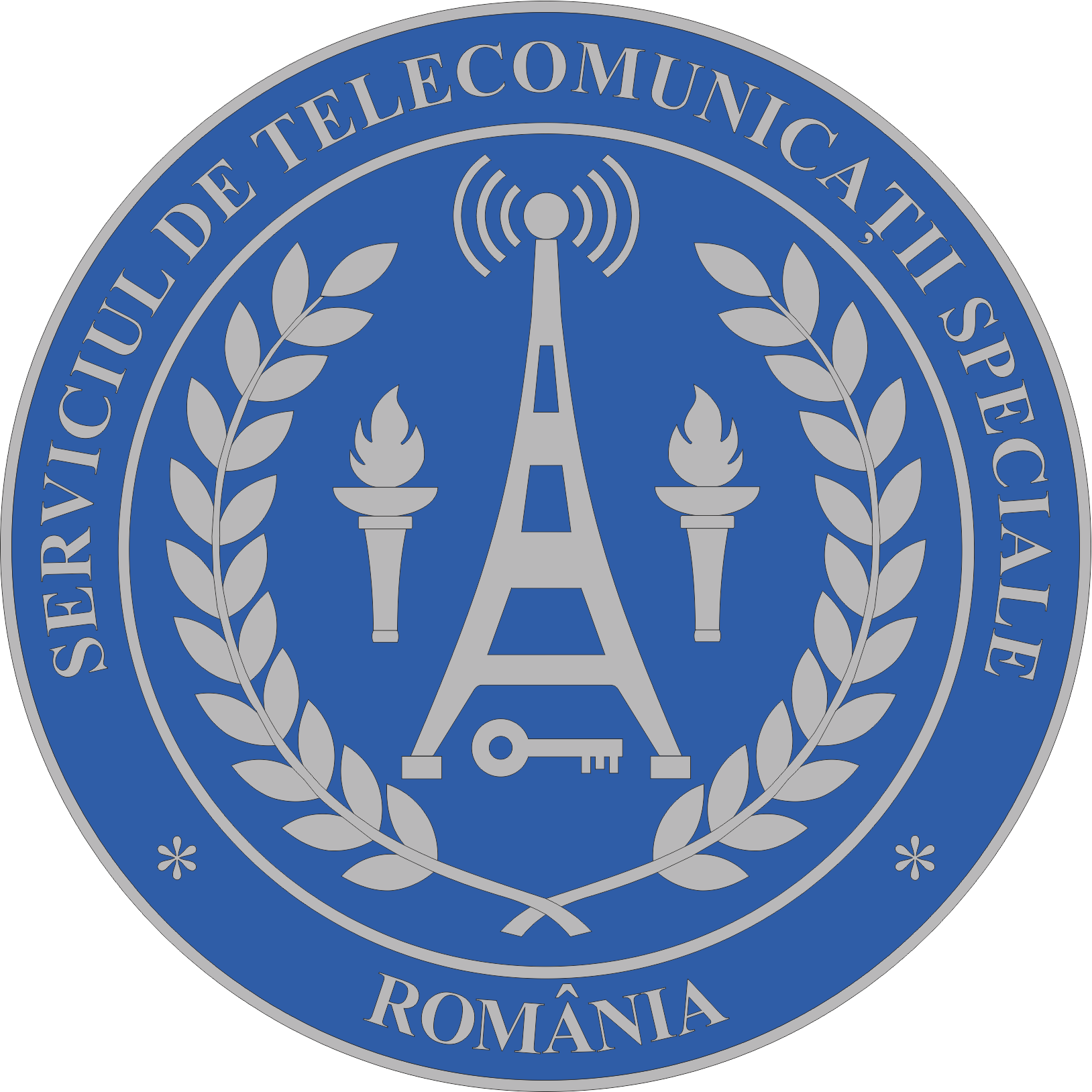
Serviciul de Telecomunicații Speciale
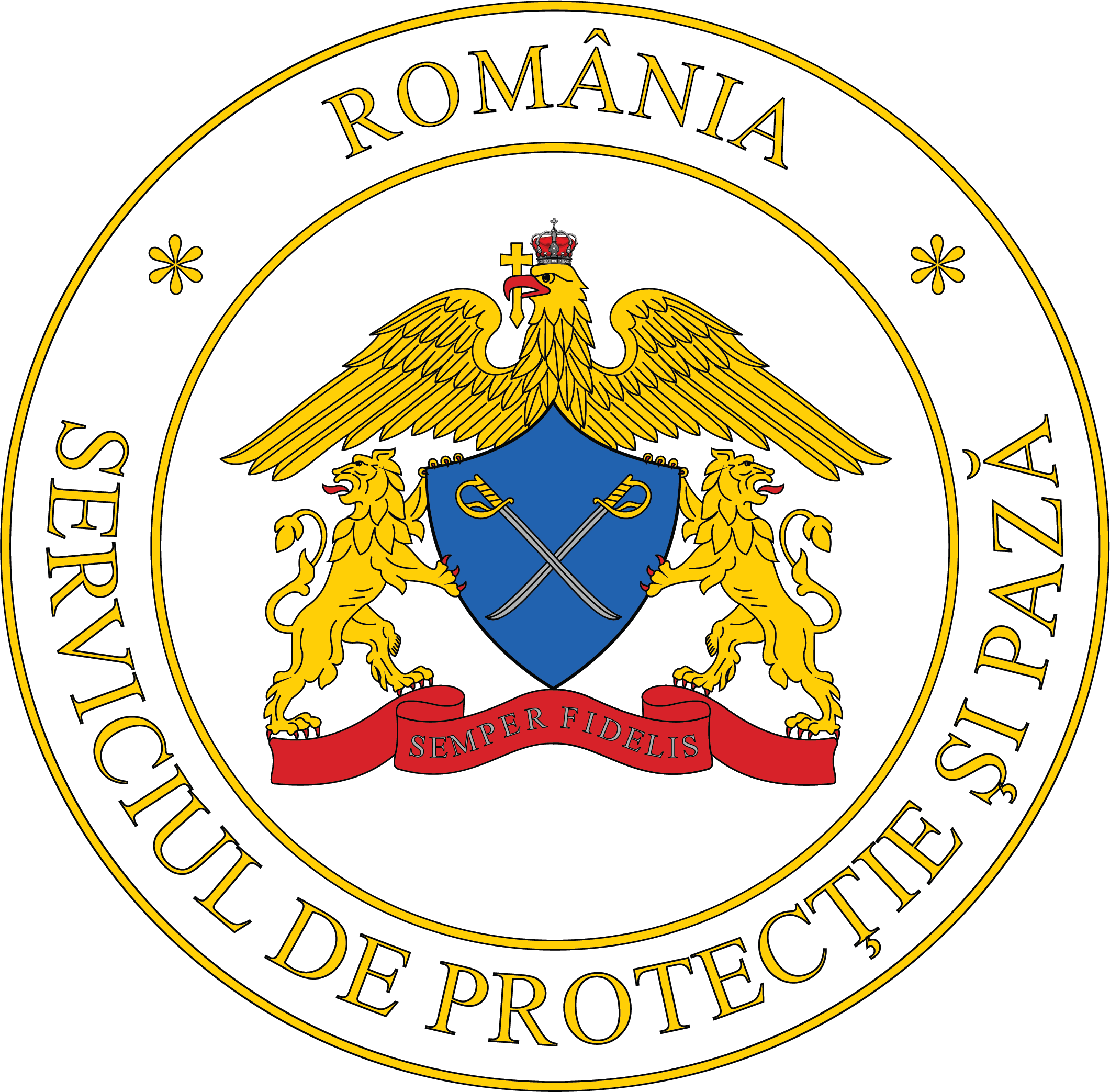
Serviciul de Protecție și Pază

#### Biserica

Biserica Ortodoxă Română
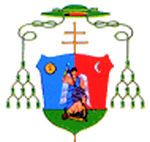
Arhidieceza de Alba Iulia

## Devizele heraldicii românești

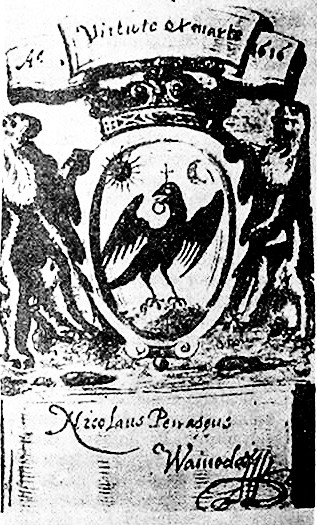
Stema lui Nicolae Pătrașcu (1616)
Deviza:VIRTUTE ET MARTE

Deviza heraldică este, de obicei, o cugetare referitoare la un sentiment, un obiectiv anume etc., exprimată cât mai lapidar cu putință. Ea poate fi filosofică, umoristică sau sinistră. De obicei se așează sub scut.
Devizele heraldice au fost menite a reprezenta posesorul printr-un mesaj scurt, o maximă, un crez etc. Ele sunt cu atât mai importante cu cât reflectă situația socială, progresele și idealurile purtătorului. Devizele românești medievale se regăsesc cel mai adesea inscrise pe monede, cu o frecvență mai mare în Transilvania.
Dintre cele princiare, din epoca medievală până în cea modernă, amintim:
| Numele și anii de domnie        | Deviză                               | Semnificație                                                        |
| Iacob Heraclid (1561 - 1563)    | VENDEX ET DEFENSOR LIBERTRAT PATR    | „Salvatorul și apărătorul patriei eliberează patria”                |
| Cristofor Báthory (1576 - 1581) | VIRTUS UNITA VALET                   | „Are putere virtutea unită”, deviza familiei Bathory                |
| Mihai Viteazul (1593 - 1601)    | NМ[О]Л[И] Ь [ДѢ]ЖЕ М[И]Л[ОС]Р[Ъ]ДЕ   | „Din însăși mila lui Dumnezeu”                                      |
| Ștefan Bocskay (1604 - 1606)    | DULCE EST PRO PATRIA MORI            | „Este o fericire să mori pentru patrie”                             |
| Gabriel Báthory (1608 - 1613)   | PRO PATRIA ARIS ET FOCIS             | „Altarul, focul pentru patrie”, preluat din Cicero                  |
| Nicolae Pătrașcu (1599-1600)    | VIRTUTE ET MARTE                     | „Curaj și luptă”                                                    |
| Mihnea al III-lea (1658 - 1659) | SI DEUS NOBISCUM QVIS CON[TRA] NO[S] | „Dacă Dumnezeu este cu noi, cine este împotriva noastră?”           |
| Ioniță S. Sturdza (1822 - 1828) | UTROQVE CLARESCERE PULCHRUM          | „Pretutindeni strălucește în mod deosebit”, deviza familiei Sturdza |

Evenimentele însemnate pentru poporul român, petrecute în secolul al XIX-lea, au fost însoțite de câte o deviză specifică. Astfel, după ce la 1848 revoluționarii au preluat conducerea Țării Românești, a fost emis un decret (14 iunie) prin care deviza DРEПTATE, ФРЪЦIE („Dreptate, Frăție”) trebuia să fie înscrisă pe steag, pe monumentele publice și să fie formula de deschidere a oricărui act emis oficial.

Steagul revoluționarilor pașoptiști cu deviza „Dreptate, Frăție”

O medalie conferită participanților la Divanurile ad-hoc din Moldova și Țara Românească (1857) conținea, pe lângă stemele celor două principate, și devizele DIEU PROTEGE LA ROUMANIE pe avers și VOX POPVLI VOX DEI pe revers.
În ceea ce privește devizele naționale, unele dintre stemele propuse în timpul domniei lui Alexandru Ioan Cuza conțineau dictonul TOȚI ÎN UNU. Aceasta era o variantă a latinescului IN UNO OMNIA și își avea originile în idealurile pașoptiste. În plus, subliniază puternica forță morală a populației care a stat la baza unirii celor două principate, precum și consensul întregului popor. După urcarea lui Carol I pe tron, odată cu stema a fost schimbată și deviza, în NIHIL SINE DEO („Nimic fără Dumnezeu”). Aceasta este specifică familiei de Hohenzollern și a rămas valabilă până în 1948. În perioada comunistă România nu a avut deviză, lucru valabil și după 1989, deși în 1992 a existat o propunere: VIRTUS ROMANA REDIVIVA.
Deviză dețin și câteva orașe și județe din România. Dintre cele mai vechi, amintim SOLI DEO GLORIA (Sibiu, 1605), UNIREA FACE PUTEREA (Focșani, 1862) sau ROMA MEA MATER (Tulcea, 1906). Anumite devize au fost utilizate, într-o perioadă sau alta, de mai multe orașe, și aici sunt demne de amintit: Alexandria, București, Craiova, Brăila, Târgu Jiu cu PATRIA ȘI DREPTUL MEU, sintagmă care exprimă legătura dintre patrie și cetățenii săi prin aceea că fiecare se poate bucura de drepturi depline doar în țara sa. Cahul, Alba-Iulia, dar și județele Alba, Năsăud sau Caraș-Severin au adoptat deviza VIRTUS ROMANA REDIVIVA sub formă prescurtată (VRR). Alte devize actuale sunt: ONOAREA ȘI PATRIA (județul Vrancea) și DEO VINDICI PATRIÆ (municipiul Brașov).